# خط براهمي
الخطّ البراهمي (/ˈbrɑːmi/.𑀩𑁆𑀭𑀸𑀳𑁆𑀫𑀻 ؛ ISO : Brāhm) هو نظام كتابة لجنوب آسيا القديمة. ظهر نظام الكتابة البراهمي، أو النص، كنظام عالمي متطور بالكامل في جنوب آسيا في القرن الثالث قبل الميلاد، وهو رائد لجميع أنظمة الكتابة التي وجدت استخدامها في جنوب آسيا باستثناء نص إندوس الخاص بـ الألفية الثالثة قبل الميلاد، الخط الخروستي، الذي نشأ فيما هو اليوم شمال غرب باكستان في القرن الرابع أو ربما القرن الخامس قبل الميلاد، المخطوطات الفارسية-العربية منذ العصور الوسطى، والنصوص اللاتينية في العصر الحديث. لا تزال الأبجدية البراهمية، المتحدرة منه، مستخدمة اليوم ليس فقط في جنوب آسيا، ولكن أيضًا في جنوب شرق آسيا.
براهمي هو أبوجيدا الذي يستخدم نظام علامات التشكيل لربط حروف العلة بالرموز الساكنة. لم يمر نظام الكتابة إلا بتغييرات تطورية طفيفة نسبيًا من الفترة الموريانية (القرن الثالث قبل الميلاد) وصولاً إلى أوائل فترة جوبتا (القرن الرابع الميلادي)، ويُعتقد أنه في أواخر القرن الرابع الميلادي، لا يزال بإمكان الشخص المتعلم القراءة، وفهم النقوش الموريانية. في وقت ما بعد ذلك، فقدت القدرة على قراءة نص براهمي الأصلي. أقدم نقوش براهمي (مؤرخة بشكل لا يقبل الجدل) وأشهرها هي المراسيم المنحوتة في الصخور لأشوكا في شمال وسط الهند، والتي يرجع تاريخها إلى 250-232 قبل الميلاد. أصبح فك رموز براهمي محط اهتمام العلماء الأوروبيين في أوائل القرن التاسع عشر أثناء حكم شركة الهند الشرقية في الهند، ولا سيما في الجمعية الآسيوية للبنغال في كلكتا. تم فك شفرة براهمي من قبل جيمس برينسيب، سكرتير الجمعية، في سلسلة من المقالات العلمية في مجلة الجمعية في ثلاثينيات القرن التاسع عشر. بنيت اختراقاته على العمل الكتابي لكريستيان لاسين وإدوين نوريس وسمو ويلسون وألكسندر كننغهام، من بين آخرين.
لا يزال أصل النص محل نقاش كبير، حيث ذكر معظم العلماء أن براهمي مشتق من أو على الأقل تأثر بواحد أو أكثر من النصوص السامية المعاصرة، بينما يفضل البعض الآخر فكرة الأصل الأصلي أو الارتباط بالأقدم بكثير والتي لم يتم فك شفرتها حتى الآن نص إندوس لحضارة وادي السند. تمت الإشارة إلى براهمي في وقت ما باللغة الإنجليزية باسم نص «بين-مان»، وهو نص يُعرف اصطلاحًا بـ "stick figure". كانت معروفة بمجموعة متنوعة من الأسماء الأخرى، بما في ذلك «اللوح»، «لاي»، «جنوب أوكان»، «بالي الهندي» أو «موريان»(Salomon 1998)، حتى ثمانينيات القرن التاسع عشر عندما ربطه ألبرت إتيان جان بابتيست تيرين دي لاكوبيري، بناءً على ملاحظة غابرييل ديفيريا، بخط براهمي، الأول في قائمة النصوص المذكورة في لاليتافيستارا سوترا. ومن ثم تم تبني الاسم في العمل المؤثر لجورج بوهلر، وإن كان في الشكل البديل «براهما». يُطلق أحيانًا على نص غوبتا للقرن الخامس اسم «متأخر براهمي». تنوع نص براهمي إلى العديد من المتغيرات المحلية المصنفة معًا على أنها مخطوطات براهمية. عشرات النصوص الحديثة المستخدمة في جنوب وجنوب شرق آسيا قد انحدرت من براهمي، مما يجعلها واحدة من أكثر تقاليد الكتابة تأثيرًا في العالم. وجدت دراسة واحدة 198 نصًا مشتقًا منها في النهاية.
من بين نقوش اشوكا ج. تم العثور على عدد قليل من الأرقام المكتوبة بخط براهمي في القرن الثالث قبل الميلاد، والتي أصبحت تسمى أرقام براهمي. الأرقام مضافة ومضاعفة، وبالتالي فهي ليست قيمة مكانية؛ من غير المعروف ما إذا كان نظام الترقيم الكامن لديهم له صلة بخط براهمي. ولكن في النصف الثاني من الألفية الأولى بعد الميلاد، تضمنت بعض النقوش في الهند وجنوب شرق آسيا المكتوبة بنصوص مشتقة من البراهمي أرقامًا ذات قيمة مكانية عشرية، وتشكل أقدم الأمثلة المادية الموجودة للرقم الهندوسي العربي. النظام المستخدم الآن في جميع أنحاء العالم. ومع ذلك، كان نظام الترقيم الأساسي أقدم، حيث يرجع تاريخ أقدم مثال تم نقله شفهيًا موثقًا إلى منتصف القرن الثالث الميلادي في تكييف نثر سنسكريتي لعمل يوناني مفقود في علم التنجيم.

## النصوص

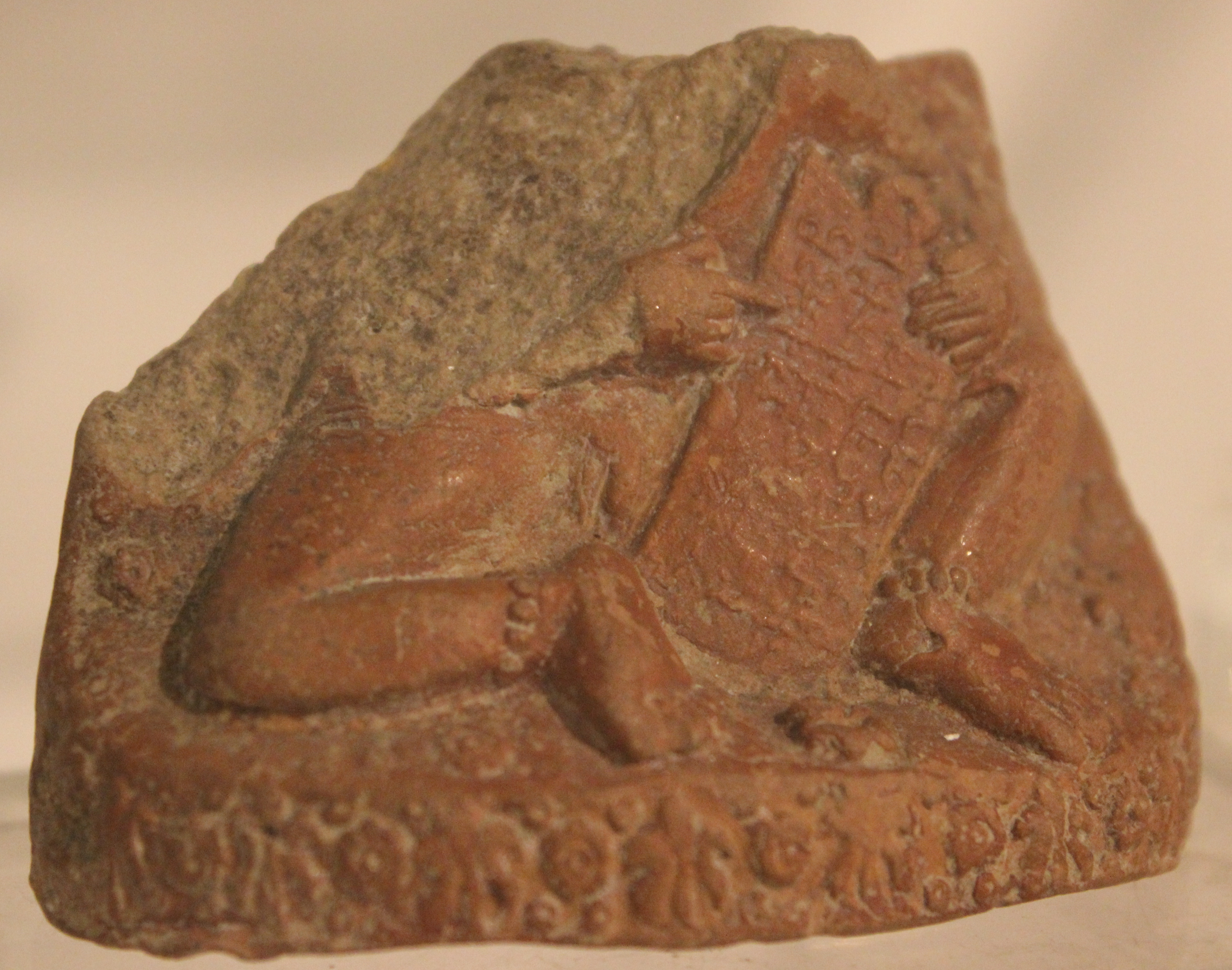
مثال شمالي لكتابات براهمي: منحوتة قديمة من الطين بمعنى "الطفل يتعلم الخطّ البراهمي "، تُظهر الأحرف الأولى من أبجدية براهمي، القرن الثاني قبل الميلاد.

تم ذكر نص براهمي في النصوص الهندية القديمة للهندوسية والجاينية والبوذية، بالإضافة إلى ترجماتهم الصينية. على سبيل المثال، يسرد ليبيسالا سامدراشانا باريفاترا 64 ليبي (نصوص)، مع بدء نص براهمي في القائمة. ولاليتافيستارا سوترا تنص على أن سيدهارثا الشباب، والمستقبل غوتاما بوذا (~ 500 قبل الميلاد)، فقه اللغة يتقن، براهمي ومخطوطات أخرى من براهمة لابيكارا وديفا فيدياما في المدرسة.
تم العثور على قائمة من ثمانية عشر نصًا قديمًا في نصوص اليانية، مثل بانافَّانا سوترا (القرن الثاني قبل الميلاد) وسامافايانجا سوترا (القرن الثالث قبل الميلاد). تتضمن قوائم نصوص الجاينا براهمي في الرقم 1 وخروهي في رقم 4 ولكن أيضًا جافاناليا (ربما يونانية) وقوائم أخرى غير موجودة في القوائم البوذية.

## الأصول
بينما الخط الخاروهى المعاصر متفق عليه على نطاق واسع، نظرًا لأنه اشتقاق من الأبجدية الآرامية، فإن نشأة نص براهمي أقل وضوحًا. راجع سالومون النظريات الموجودة في عام 1998، بينما قدم فالك نظرة عامة في عام 1993.
اقترحت النظريات المبكرة التصويرية - الأكروفونية الأصل للبرنامج النصي براهمي، على غرار المصرية الهيروغليفية النصي. لكن هذه الأفكار فقدت مصداقيتها، لأنها «خيالية بحتة ومضاربة». حاولت أفكار مماثلة ربط نص براهمي بخط إندوس، لكنها ظلت غير مثبتة، وتعاني بشكل خاص من حقيقة أن نص إندوس لم يتم فك شفرته بعد.

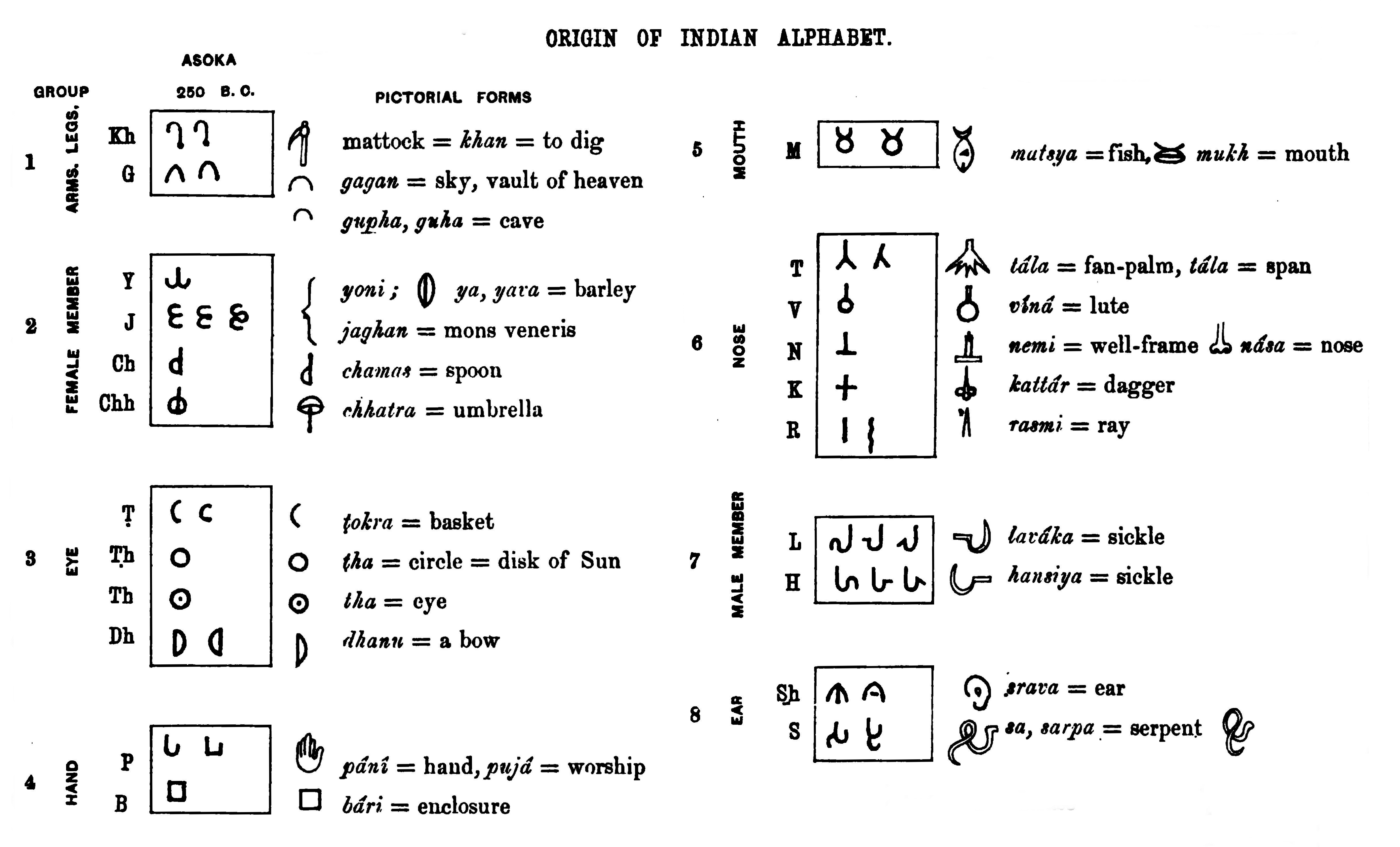
نظرية لاحقة (خاطئة) عن أصل تصويري للخط البراهمي، على نموذج الخط الهيروغليفي المصري، بواسطة ألكسندر كننغهام في عام 1877.

الرأي السائد هو أن براهمي له أصل في الكتابات السامية (عادة الآرامية). هذا مقبول من قبل الغالبية العظمى من علماء السيناريو منذ منشورات ألبريشت ويبر (1856) وجورج بوهلر حول أصل أبجدية براهما الهندية (1895). كانت أفكار بوهلر مؤثرة بشكل خاص، على الرغم من أنه بحلول عام 1895 لتاريخ تأليفه حول هذا الموضوع، تمكن من تحديد ما لا يقل عن خمس نظريات متنافسة عن الأصل، أحدها يفترض أصلًا أصليًا والآخر مشتق منه نماذج سامية مختلفة.
لطالما كانت النقطة الأكثر إثارة للجدل حول أصل نص براهمي هي ما إذا كان تطورًا أصليًا بحتًا أو تم استعارته أو اشتقاقه من نصوص نشأت خارج الهند. أشار غويال (1979)، إلى أن معظم مؤيدي وجهة نظر السكان الأصليين هم علماء هنود هامشيون، في حين أن نظرية الأصل السامي يتبناها «جميع الباحثين الغربيين تقريبًا»، ويتفق سالومون مع جويال في وجود «تحيز قومي» و «الانحياز الإمبريالي» على جانبي النقاش. على الرغم من ذلك، كانت وجهة نظر التنمية الأصلية سائدة بين الباحثين البريطانيين الذين كتبوا قبل بوهلر: يشير أحد المقاطع التي كتبها ألكسندر كننغهام، أحد أوائل مؤيدي الأصل الأصليين، إلى أنه في عصره، كان الأصل الأصلي هو تفضيل البريطانيين العلماء المعارضون للأصل «الغربي المجهول» الذي يفضله علماء القارة.  توقع كننغهام في كتابه نقش الجسم (بالإنجليزية: Corpus Inscriptionum Indicarum) لعام 1877 أن أحرف براهمي مشتقة من، من بين أمور أخرى، مبدأ تصوير يعتمد على جسم الإنسان، لكن بوهلر أشار إلى أنه بحلول عام 1891، اعتبر كننغهام أصول النص غير مؤكد.
يعتقد معظم العلماء أن براهمي قد اشتق أو تأثر بنموذج نص سامي، مع كون الآرامية مرشحًا رئيسيًا. ومع ذلك، لم يتم تسوية القضية بسبب عدم وجود أدلة مباشرة والاختلافات غير المبررة بين الآرامية، الخاروهو البراهمي. الرغم من أن نص براهمي وخط الخروهي يشتركان في بعض الميزات العامة، فإن الاختلافات بين نصي خاروستي وبراهمي «أكبر بكثير من أوجه التشابه بينهما»، و «الاختلافات العامة بين الاثنين تجعل اتصال التطوير الخطي المباشر أمرًا غير محتمل»، كما يقول ريتشارد سالومون.
يقبل جميع المؤلفين تقريبًا أنه بغض النظر عن الأصول، فإن الاختلافات بين النص الهندي وتلك التي يُقترح أنها أثرت عليها كبيرة. كانت درجة التطور الهندي لنص براهمي في كل من الشكل الرسومي والبنية واسعة النطاق. من المقبول أيضًا على نطاق واسع أن النظريات حول قواعد اللغة الفيدية ربما كان لها تأثير قوي على هذا التطور. يقترح بعض المؤلفين - الغربيين والهنود على حد سواء - أن براهمي تم استعارته أو استلهامه من نص سامي، تم اختراعه في سنوات قليلة قصيرة في عهد أشوكا ثم استخدم على نطاق واسع لنقوش أشوكان. في المقابل، يرفض بعض المؤلفين فكرة التأثير الأجنبي.
يقول بروس تريجر أن الخطّ البراهمي من المحتمل أن يكون قد ظهر من النص الآرامي ولكن مع تطور محلي واسع النطاق ولكن لا يوجد دليل على مصدر مشترك مباشر. وفقًا لتريجر، كان الخط البراهمي قيد الاستخدام قبل أعمدة أشوكا، على الأقل بحلول القرن الرابع أو الخامس قبل الميلاد في سريلانكا والهند، بينما تم استخدام خاروستي فقط في شمال غرب جنوب آسيا (الأجزاء الشرقية من أفغانستان الحديثة والمناطق المجاورة لباكستان) من أجل بينما قبل أن يموت في العصور القديمة. وفقًا لسالومون، تم العثور على الدليل على استخدام نص خاروستي بشكل أساسي في السجلات البوذية وتلك الخاصة بعصر السلالة الهندية اليونانية، والهندو-سكيثية، والهندو-بارثية، وكوشانا. من المحتمل أن يكون الخروستي قد سقط من الاستخدام العام في القرن الثالث الميلادي أو حواليه.
اقترح جوستسون وستيفنز أن نظام الحروف المتحركة المتأصل في براهمي وخاروهو قد تطور عن طريق نقل أبجد سامي من خلال تلاوة قيم الحروف الخاصة به. الفكرة هي أن متعلمي الأبجدية المصدر يقرأون الأصوات من خلال الجمع بين الحرف الساكن مع حرف متحرك غير مميز، على سبيل المثال / kə /، / kʰə /، / gə /، وفي عملية الاقتراض إلى لغة أخرى، يتم أخذ هذه المقاطع لتكون القيم الصوتية للرموز. كما قبلوا فكرة أن الخطّ البراهمي كان قائمًا على نموذج سامي شمالي.

### فرضية النموذج السامي
| IAST     | -aspirate | +aspirate | الأصل حسب بوهلر                                                            |
| -------- | --------- | --------- | -------------------------------------------------------------------------- |
| ك / خ    |           |           | تأكيدي سامي (QOF)                                                          |
| ز / غ    |           |           | تأكيدي سامي (heth) (إضافة ربط في نص بهاتيربلو)                             |
| ج        |           |           | إضافة منحنى                                                                |
| ي / جي   |           |           | إضافة هوك مع بعض التغيير                                                   |
| ع / فتاه |           |           | إضافة منحنى                                                                |
| ب / bh   |           |           | إضافة هوك مع بعض التغيير                                                   |
| ر / ال   |           |           | سامي مؤكد (تيث)                                                            |
| د / د    |           |           | شكل ظهر رسومي غير منقوص                                                    |
| ṭ / ṭ ح  |           |           | تشكلت الصورة الرمزية غير المستوحاة كما لو كانت صورة رمزية مستنشقة مع منحنى |
| ḍ / ḍ ح  |           |           | إضافة منحنى                                                                |

يربط العديد من العلماء أصل البراهمي بنماذج النص السامية، وخاصة الآرامية. كان شرح كيفية حدوث ذلك، والنص السامي الخاص والتسلسل الزمني موضوع الكثير من الجدل. تبع بوهلر ماكس ويبر في ربطه بشكل خاص بالفينيقي واقترح تاريخًا مبكرًا للقرن الثامن قبل الميلاد  للاقتراض. تم اقتراح ارتباط بالنصوص السامية الجنوبية، وهي فرع أقل بروزًا من عائلة النصوص السامية، في بعض الأحيان ولكنها لم تحظ بقبول كبير. أخيرًا، كان النص الآرامي هو النموذج الأولي للبراهمي كان الفرضية الأكثر تفضيلًا بسبب قربها الجغرافي من شبه القارة الهندية، ومن المحتمل أن يكون تأثيرها ناشئًا لأن الآرامية كانت اللغة البيروقراطية للإمبراطورية الأخمينية. ومع ذلك، فإن هذه الفرضية لا تفسر الغموض الذي يفسر لماذا تم تطوير نصين مختلفين للغاية، خاروهو وبراهمي، من نفس الآرامية. قد يكون التفسير المحتمل هو أن أشوكا ابتكر نصًا إمبراطوريًا لمراسيمه، لكن لا يوجد دليل يدعم هذا التخمين. يظهر الرسم البياني أدناه تشابهًا وثيقًا بين براهمي مع الأحرف الأربعة الأولى من الأبجدية السامية، حيث يمثل العمود الأول الأبجدية الفينيقية.
| Aleph  | 𐤀 | أليف ‏ | ʾ ‎[[[\|ʔ]]]‏ | 𓃾 |  | 𐡀 | أليف ‏ | أليف ‏ | ألفاα | 𑀅 |
| Beth   | 𐤁 | بيت ‏  | b ‎[[[\|b]]]‏ | 𓉐 |  | 𐡁 | بيت ‏  | بيت ‏  | Ββ    | 𑀩 |
| Gimel  | 𐤂 | جيم ‏  | g ‎[[[\|ɡ]]]‏ | 𓌙 |  | 𐡂 | ג ‏    | ܓ ‏    | غاماγ | 𑀕 |
| Daleth | 𐤃 | دالت ‏ | d ‎[[[\|d]]]‏ | 𓇯 |  | 𐡃 | دالت ‏ | دالت ‏ | دلتاδ | 𑀥 |

#### فرضية بوهلر
وفقًا للفرضية السامية التي وضعها بوهلر عام 1898، فإن أقدم نقوش براهمي مشتقة من نموذج أولي فينيقي. يقول سالومون إن حجج بوهلر هي «تبريرات تاريخية وجغرافية وتاريخية ضعيفة لنموذج أولي فينيقي». الاكتشافات التي تم إجراؤها منذ اقتراح بوهلر، مثل ستة نقوش موريانية باللغة الآرامية، تشير إلى اقتراح بوهلر حول الفينيقية على أنها ضعيفة. من الأرجح أن الآرامية، التي كانت بالتأكيد النموذج الأولي لخاروهو، ربما كانت أيضًا أساس براهمي. ومع ذلك، فمن غير الواضح لماذا طور الهنود القدماء نصين مختلفين للغاية.
| الفينيّقة | الآراميّة | القيمة            | الخط البراهمي | القيمة |
| -------- | -------- | ----------------- | ------------- | ------ |
| Aleph    |          | *                 |               | a      |
| Beth     |          | b ‎[[[\|b]]]‏       |               | ba     |
| Gimel    |          | g ‎[[[\|ɡ]]]‏       |               | ga     |
| Daleth   |          | d ‎[[[\|d]]]‏       |               | dha    |
| He       | He       | h ‎[[[\|h]]]‏, M.L. |               | ha     |
| Waw      | Waw      | w ‎[[[\|w]]]‏, M.L. |               | va     |
| Zayin    | Zayin    | z ‎[[[\|z]]]‏       |               | ja     |
| Heth     | Heth     | ḥ ‎[[[\|ħ]]]‏       |               | gha    |
| Teth     | Teth     | ṭ ‎[[[\|tˤ]]]‏      |               | tha    |
| Yodh     | Yodh     | y ‎[[[\|j]]]‏, M.L. |               | ya     |
| Kaph     | Kaph     | k ‎[[[\|k]]]‏       |               | ka     |
| Lamedh   | Lamedh   | l ‎[[[\|l]]]‏       |               | la     |
| Mem      | Mem      | m ‎[[[\|m]]]‏       |               | ma     |
| Nun      | Nun      | n ‎[[[\|n]]]‏       |               | na     |
| Samekh   | Samekh   | s ‎[[[\|s]]]‏       |               | ṣa     |
| Ayin     | Ayin     | ʿ ‎[[[\|ʕ]]]‏, M.L. |               | e      |
| Pe       | Pe       | p ‎[[[\|p]]]‏       |               | pa     |
| Sadek    | Sadek    | ṣ ‎[[[\|sˤ]]]‏      |               | ca     |
| Qoph     | Qoph     | q ‎[[[\|q]]]‏       |               | kha    |
| Res      | Res      | r ‎[[[\|r]]]‏       |               | ra     |
| Sin      | Sin      | š ‎[[[\|ʃ]]]‏       |               | śa     |
| Taw      | Taw      | t ‎[[[\|t]]]‏       |               | ta     |

وفقًا لبوهلر، أضاف براهمي رموزًا لأصوات معينة غير موجودة في اللغات السامية، وإما حذف أو إعادة توجيه الرموز للأصوات الآرامية غير الموجودة في براكريت. على سبيل المثال، تفتقر الآرامية إلى خاصية ḍ الصوتي التي تظهر بين محطات براكريت السنية، مثل ḍ، وفي براهمي، تكون رموز الحروف الساكنة الرجعية وغير الرجعية متشابهة جدًا من الناحية الرسومية، كما لو كان كلاهما مشتقًا من نموذج أولي واحد. (انظر الأبجدية التبتية لتطور مماثل حصل في وقت لاحق) لم تكن الآرامية تحتوي على الحروف الساكنة من براهمي ( kh،th، إلخ )، في حين أن براهمي لم يكن لديه الحروف الساكنة المؤكدة في الآرامية ( q, ṭ, ṣ )، ويبدو أن هذه الحروف المؤكدة غير الضرورية ملأت بعض من طموحات براهمي: الآرامية q لـ Brahmi kh، الآرامية ṭ (Θ) لـ Brahmi th ( ‎ʘ‏ )، إلخ. وحيث لم يكن للآرامية نقطة توقف مؤكدة مقابلة، p، يبدو أن البراهمي قد تضاعف من أجل الشفط المقابل: الخط البراهمي متشابه جدًا من الناحية الرسومية، كما لو كان مأخوذًا من نفس المصدر في الآرامية. رأى بوهلر مبدأ اشتقاقيًا منهجيًا للأشياء الأخرى ch وjh وph وbh وdh، والتي تضمنت إضافة منحنى أو خطاف صاعد إلى الجانب الأيمن من الحرف (والذي تم التكهن بأنه مشتق من h،</img> )، بينما تم اشتقاق d و ṭ (يجب عدم الخلط بينه وبين الكلمة السامية المؤكدة ṭ ) من خلال التكوين الخلفي من dh و ṭh.
يسرد الجدول المرفق المراسلات بين نصوص براهمي والنص السامي الشمالي.
يقول بوهلر أن كلا من الفينيقيين والبراهمي كان لديهما ثلاثة أشقاء لا صوت لهم، ولكن بسبب فقد الترتيب الأبجدي، فإن المراسلات بينهم غير واضحة. كان بوهلر قادرًا على اقتراح مشتقات الخط البراهمي تتوافق مع جميع الأحرف السامية الشمالية البالغ عددها 22، على الرغم من أنه من الواضح، كما أدرك بوهلر نفسه، أن البعض أكثر ثقة من الآخرين. كان يميل إلى إلقاء الكثير من الأهمية على التطابق الصوتي كمبدأ توجيهي، على سبيل المثال ربط c ل tsade بدلا من الكاف كما يفضله كثير من أسلافه.
إحدى المشاكل الرئيسية المتعلقة بالاشتقاق الفينيقي هي عدم وجود دليل على الاتصال التاريخي بالفينيقيين في الفترة ذات الصلة. أوضح بوهلر ذلك من خلال اقتراح أن الاقتراض الأولي لأحرف براهمي يعود إلى أقدم بكثير من أقدم دليل معروف، منذ 800 قبل الميلاد، معاصرة مع الأشكال الرسومية الفينيقية التي قارنها بشكل أساسي. استشهد بوهلر بممارسة شبه حديثة لكتابة نصوص براهمية بشكل غير رسمي بدون علامات التشكيل كاستمرار محتمل لهذه المرحلة السابقة التي تشبه أبجد في التطور.

تتشابه أضعف أشكال الفرضية السامية مع وجهة نظر جناندسيكان في الانتشار عبر الثقافات لتطور الخط البراهمي وخاروستي، حيث تم تعلم فكرة التمثيل الصوتي الأبجدي من الفرس الناطقين باللغة الآرامية، لكن الكثير من نظام الكتابة كان رواية تطوير مصمم خصيصًا لعلم الأصوات في براكريت. من الأدلة الأخرى التي تم الاستشهاد بها لصالح التأثير الفارسي اقتراح هولزتش في عام 1925 بأن كلمة براكريت / سانسكريت للكتابة نفسها، lipi تشبه الكلمة الفارسية القديمة dipi، مما يشير إلى احتمال الاقتراض. يستخدم عدد قليل من مراسيم أشوكا من المنطقة الأقرب للإمبراطورية الفارسية dipi ككلمة Prakrit للكتابة، والتي تظهر كـ lipi في مكان آخر، وقد تم أخذ هذا التوزيع الجغرافي منذ فترة طويلة، على الأقل إلى زمن بوهلر، كمؤشر على أن المعيار شكل ليبي هو تغيير لاحق ظهر عندما انتشر بعيدًا عن مجال التأثير الفارسي. يُعتقد أن الديبي الفارسي نفسه هو كلمة مستعارة من العيلامية.

#### فرضية النموذج اليوناني السامي

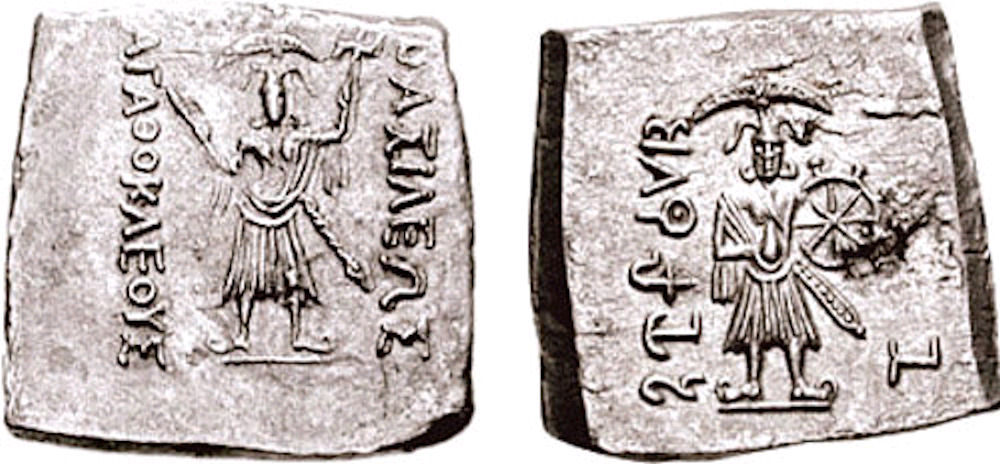
عملة Agathocles مع الآلهة الهندوسية، باللغة اليونانية والخطّ البراهمي.
OBV Balarama - Samkarshana مع الأسطورة اليونانية: ΒΑΣΙΛΕΩΣ ΑΓΑΘΟΚΛΕΟΥΣ.
القس فاسوديفا كريشنا بالخطّ البراهمي : 𑀭𑀸𑀚𑀦𑁂 𑀅𑀕𑀣𑀼𑀓𑁆𑀮𑀬𑁂𑀲 Rājane Agathukleyesa "King Agathocles". حوالي 180 قبل الميلاد.

كتاب فالك لعام 1993 الكتاب المقدس في الهند القديمة (اللغة الأصليّة: Schrift im Alten Indien) هو دراسة عن الكتابة في الهند القديمة،  ويحتوي على قسم عن أصول براهمي. يتميز بمراجعة شاملة للأدبيات حتى ذلك الوقت. يرى فالك أن نظام الكتابة الأساسي للبراهمي مشتق من نص الخروهي، وهو في حد ذاته مشتق من الآرامية. في وقت كتابته، كانت مراسيم أشوكا هي أقدم أمثلة براهمي التي يمكن تأريخها بثقة، وهو يرى فيها «تطورًا واضحًا في اللغة من أسلوب لغوي خاطئ إلى أسلوب شحذ جيدًا» بمرور الوقت، وهو ما يأخذه للإشارة إلى أن البرنامج النصي قد تم تطويره مؤخرًا.  ينحرف فالك عن الرأي السائد في اعتبار اليونانية أيضًا مصدرًا مهمًا لبراهمي. في هذه النقطة على وجه الخصوص، لا يتفق سالومون مع فالك، وبعد تقديم دليل على منهجية مختلفة تمامًا بين تدوين اليوناني والبراهمي لكمية الحروف المتحركة، يقول «من المشكوك فيه أن براهمي اشتق حتى المفهوم الأساسي من نموذج أولي يوناني». علاوة على ذلك، يضيف سالومون، «بمعنى محدود، يمكن القول أن براهمي مشتق من خروشي، ولكن من حيث الأشكال الفعلية للحروف، فإن الاختلافات بين الخطين الهنديين أكبر بكثير من أوجه التشابه».
أرّخ فالك أصل الخروحي بما لا يتجاوز 325 قبل الميلاد، بناءً على ارتباط مقترح بالغزو اليوناني. يُشكّك سالومون في حجج فالك فيما يتعلق بتاريخ خروحي ويكتب أنه «تخميني في أحسن الأحوال وبالكاد يشكل أساسًا راسخًا لتاريخ متأخر لخاروهو. الحجة الأقوى لهذا الموقف هي أنه ليس لدينا عينة من السيناريو قبل وقت أشوكا، ولا أي دليل مباشر على مراحل وسيطة في تطورها ؛ لكن بالطبع هذا لا يعني أن مثل هذه الأشكال السابقة لم تكن موجودة، فقط أنها، إذا كانت موجودة، فلن تبقى على قيد الحياة، ربما لأنها لم تكن تستخدم لأغراض ضخمة قبل أشوكا».
على عكس بوهلر، لا يقدم فالك تفاصيل حول أي وكيف تم تعيين النماذج الأولية المفترضة إلى الشخصيات الفردية للخط البراهمي. علاوة على ذلك، يقول سالومون فالك يقبل أن هناك شذوذًا في القيمة الصوتية وعلامات التشكيل في نص البراهمي غير موجود في مصدر نص خروستي المفترض. يحاول فالك تفسير هذه الحالات الشاذة من خلال إحياء فرضية التأثير اليوناني، وهي فرضية كانت في السابق غير محبذة. 
يوافق هارتموت شارف، في مراجعته لعام 2002 لخطابات الخاروي والبرامي، على استجواب سالومون لمقترح فالك، ويذكر أن «نمط التحليل الصوتي للغة السنسكريتية الذي حققه علماء الفيدية أقرب بكثير إلى الخط البراهمي من النص اليوناني. الأبجدية». اعتبارًا من عام 2018، صقل هاري فالك وجهة نظره من خلال التأكيد على أن براهمي تم تطويره من الصفر بطريقة عقلانية في وقت أشوكا، من خلال الجمع الواعي بين مزايا النص اليوناني الموجود مسبقًا والنص الخاروستي الشمالي. تم اختيار أنواع الحروف ذات النمط اليوناني «لشكلها العريض والمستقيم والمتناسق»، كما تم اعتماد الكتابة من اليسار إلى اليسار لتسهيلها. من ناحية أخرى، تم الإبقاء على معاملة خاروستي للحروف المتحركة، مع حرف العلة المتأصل فيها «أ»، المشتق من الآرامية، وإضافات السكتات الدماغية لتمثيل علامات الحروف المتحركة الأخرى. بالإضافة إلى ذلك، تم أيضًا تطوير نظام جديد للجمع بين الحروف الساكنة عموديًا لتمثيل الأصوات المعقدة.

### فرضية الأصل الأصلي

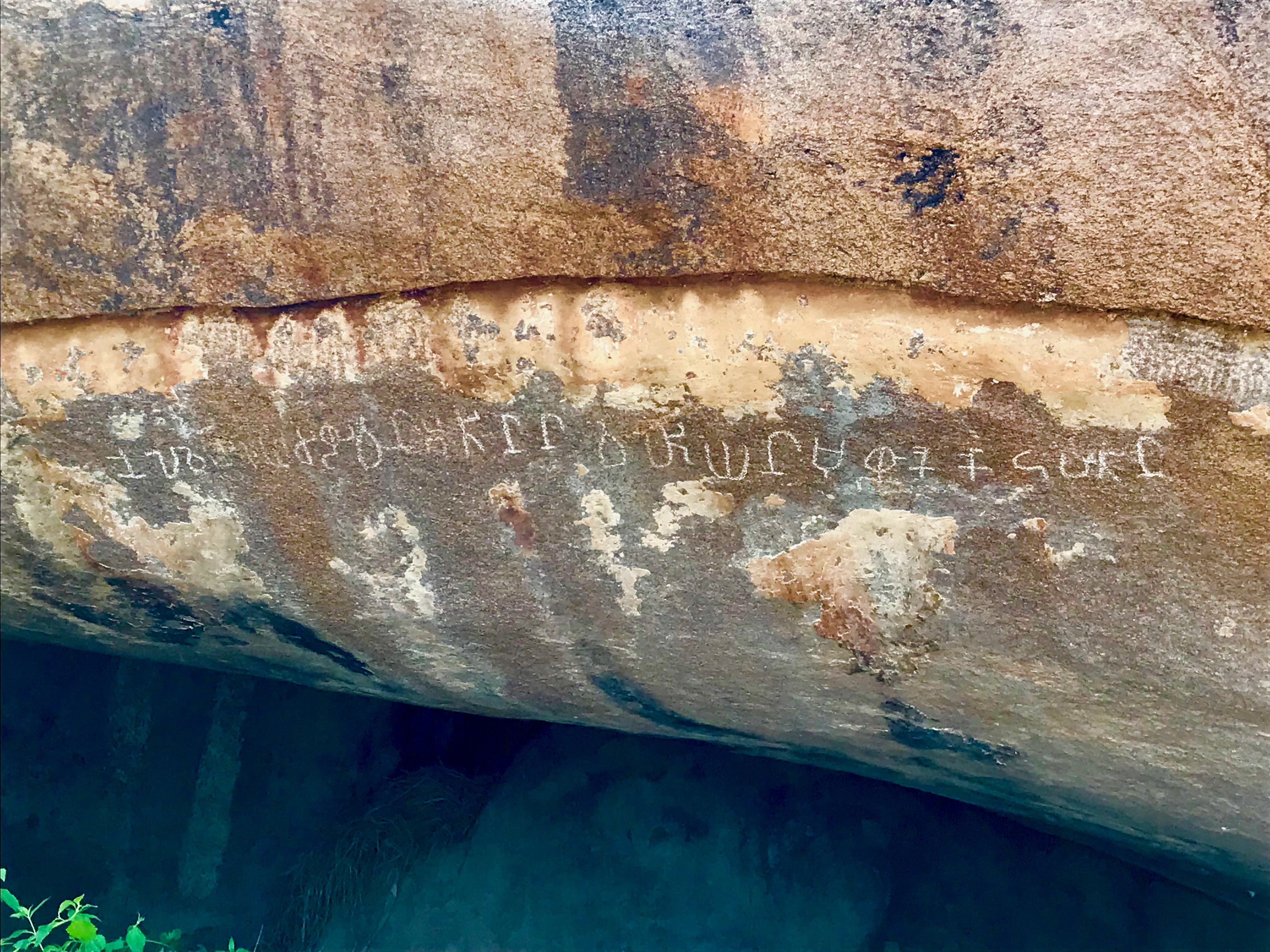
نقش تاميل براهمي من القرن الثاني قبل الميلاد من أريتبراتي، مادوراي الهند. ظهرت ولاية تاميل نادو الجنوبية كمصدر رئيسي لنقوش براهمي المؤرخة بين القرنين الثالث والأول قبل الميلاد.

يدعم بعض العلماء والكتاب الغربيين والهنود إمكانية وجود أصل أصلي مثل الارتباط بخط إندوس. اقترح العلماء الأوروبيون الأوائل النظرية القائلة بوجود أوجه تشابه مع نص وادي السِّنْد، مثل عالم الآثار جون مارشال، وعالم الآشوريات ستيفن لانغدون. اقترح جي آر هانتر في كتابه نص هارابا (بالإنجليزية: The Script of Harappa) وموهينجودارو (بالإنجليزية: Mohenjodaro) وصلته بالنصوص الأخرى (1934) اشتقاق أبجدية براهمي من نص Indus، وكانت المطابقة أعلى بكثير من الآرامية في تقديره. صرح عالم الآثار البريطاني ريموند ألتشين أن هناك حجة قوية ضد فكرة أن نص براهمي له استعارة سامية لأن الهيكل والمفهوم بالكامل مختلفان تمامًا. اقترح في وقت من الأوقات أن الأصل ربما كان أصليًا بحتًا مع كتابة Indus كسابق لها. ومع ذلك، أعرب ألشين وإردوسي في وقت لاحق من عام 1995 عن رأي مفاده أنه لا توجد حتى الآن أدلة كافية لحل هذه المسألة.

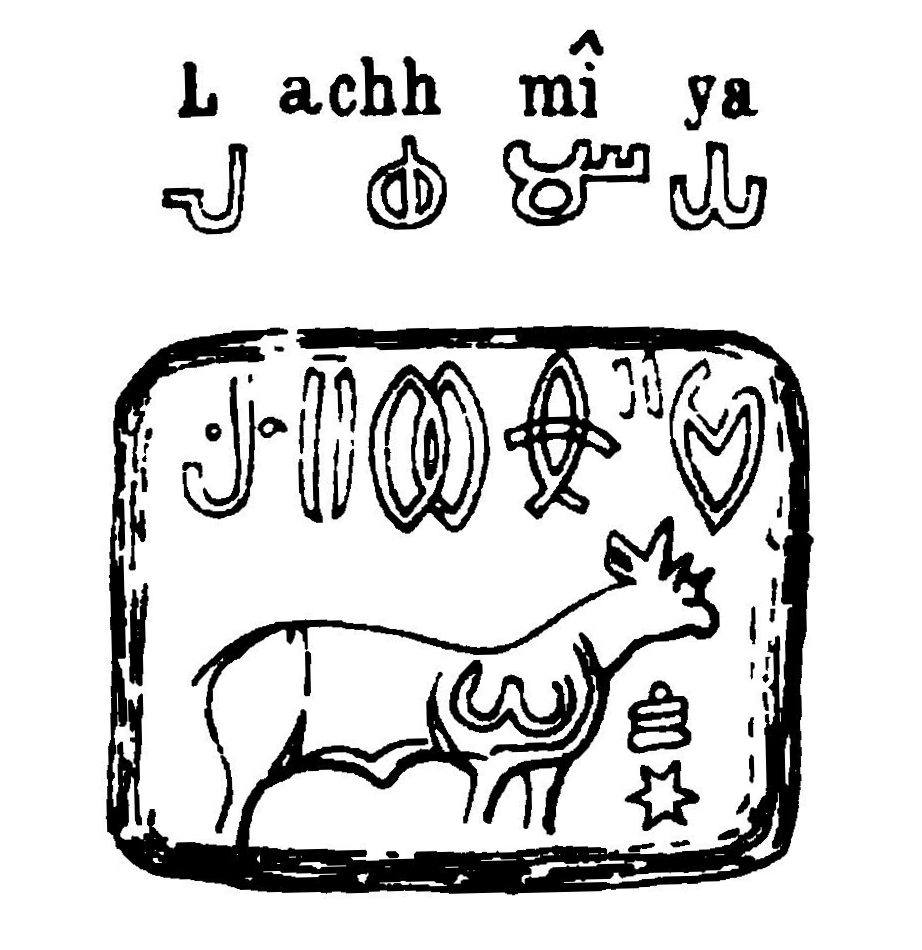
ارتباط مقترح بين نصوص براهمي وسيند، صنعه ألكسندر كننغهام في القرن التاسع عشر.

اليوم يتم الترويج لفرضية الأصل الأصلي بشكل أكثر شيوعًا من قبل غير المتخصصين، مثل عالم الكمبيوتر سوبهاش كاك، والمعلمين الروحيين ديفيد فراولي وجورج فيورشتاين، وعالم الأنثروبولوجيا الاجتماعية جاك جودي. لا يتفق سوبهاش كاك مع الأصول السامية المقترحة للنص، ينص بدلاً من ذلك على أن التفاعل بين العالمين الهندي والسامي قبل ظهور النصوص السامية قد ينطوي على عملية عكسية. ومع ذلك، فإن التسلسل الزمني المقدم على هذا النحو ومفهوم تقليد متواصل لمحو الأمية يعارضه غالبية الأكاديميين الذين يدعمون أصلًا أصليًا. كما شوهد دليل على الاستمرارية بين إندوس والخط البراهمي في أوجه التشابه الرسومية بين براهمي وخط إندوس المتأخر، حيث تتوافق الأحرف المزدوجة الأكثر شيوعًا مع شكل واحد من أكثر عشرة حروف رسومية شيوعًا في براهمي. هناك أيضًا دليل مماثل على الاستمرارية في استخدام الأرقام. يأتي المزيد من الدعم لهذه الاستمرارية من التحليل الإحصائي للعلاقة التي أجراها داس. اعتبر سالومون أن التشابه الرسومي البسيط بين الشخصيات ليس دليلًا كافيًا على وجود اتصال دون معرفة القيم الصوتية لخط إندوس، على الرغم من أنه وجد أوجه تشابه واضحة في أنماط التركيب والتعديل في التشكيل «مثيرة للاهتمام». ومع ذلك، فقد شعر أنه من السابق لأوانه شرحها وتقييمها بسبب الفجوة الزمنية الكبيرة بين النصوص والطبيعة غير القابلة للفهم حتى الآن لنص إندوس.
العقبة الرئيسية أمام هذه الفكرة هي عدم وجود أدلة على الكتابة خلال الألفية ونصف القرن بين انهيار حضارة وادي السند حوالي 1500 قبل الميلاد وأول ظهور مقبول على نطاق واسع للبراهمي في القرنين الثالث والرابع قبل الميلاد. يشير إرافاثان ماهاديفان إلى أنه حتى لو أخذ المرء التواريخ الأخيرة من 1500 قبل الميلاد لسيناريو إندوس وأقدم التواريخ المزعومة لبراهمي حوالي 500 قبل الميلاد، فلا يزال هناك ألف عام يفصل بين الاثنين. علاوة على ذلك، لا يوجد فك رموز مقبول لخط إندوس، مما يجعل النظريات القائمة على عمليات فك الشفرات المزعومة ضعيفة. قد يكون الرابط المحتمل الواعد بين نص إندوس وتقاليد الكتابة اللاحقة في رموز الكتابة على الجدران الصخرية لثقافة المغليثية في جنوب الهند، والتي قد تتداخل مع جرد رمز السند واستمرت في الاستخدام على الأقل من خلال ظهور براهمي و نصوص التاميل براهمي حتى القرن الثالث الميلادي. عادة ما تظهر هذه الرسومات على الجدران منفردة، على الرغم من أنه يمكن العثور عليها في بعض الأحيان في مجموعات من شخصين أو ثلاثة، ويُعتقد أنها كانت رموزًا عائلية أو عشائرية أو دينية. في عام 1935، اقترح سي إل فابري أن الرموز الموجودة على العملات المعدنية الموريانية المثقبة كانت بقايا نصوص إندوس التي نجت من انهيار حضارة السند. لقد أيد إرافاثام ماهاديفان، مفك رموز تاميل-براهمي وخبير مشهور في نص إندوس، فكرة أن كلا التقاليد السيميائية قد يكون لها بعض الاستمرارية مع نص إنديس، ولكن فيما يتعلق بفكرة الاستمرارية مع براهمي، فقد صرح بشكل قاطع أنه لا يؤمن بهذه النظرية «على الإطلاق». شكل آخر من أشكال نظرية الأصل الأصلي هو أن براهمي اخترع إكس نيليو، بشكل مستقل تمامًا عن النماذج السامية أو نص إندوس، على الرغم من أن سالومون وجد أن هذه النظريات تخمينية بالكامل في الطبيعة.

#### الأصل الأجنبي

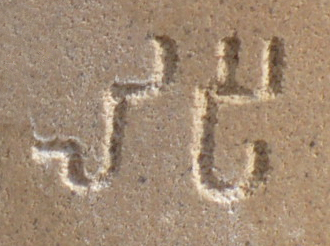
كلمة لي استخدمه أشوكا لوصف «مراسيمه». نص براهمي (Li = لا + ط ؛ ع = باسكال + ثانيا). ستكون الكلمة من أصل فارسي قديم («ديبي»).

بانيني (6 قبل الميلاد إلى القرن الرابع) ويذكر معهد العلوم الإندونيسي، كلمة الهندية لكتابة البرامج النصية في العمل نهائي له على السنسكريتية النحو. وفقًا لشارف، فإن الكلمتين ليبي وليبي (تُنطق بطريقة مغايرة) مستعارتان من اللغة الفارسية القديمة ديبي، مشتقة بدورها من السومرية الدوب.  لوصف مراسيمه، استخدم أشوكا كلمة ليبو، والتي تُرجم الآن ببساطة على أنها «كتابة» أو «نقش». ويعتقد أن كلمة «معهد العلوم الإندونيسي» أيضا كلمة "dipi" في وصفِ صخرة المراسيم، يأتي من الفارسية القديمة dipî أيضا معنى «نقش»، والذي يستخدم على سبيل المثال داريوس الأول في نقش بهيستون، يقترح الاقتراض والانتشار.
يضيف سكارف أن أفضل دليل، هو أنه لم يتم استخدام أي نص أو معروف على الإطلاق في الهند، باستثناء الشمال الغربي الذي يهيمن عليه الفارسيون حيث تم استخدام الآرامية، قبل حوالي 300 قبل الميلاد لأن التقاليد الهندية «تؤكد في كل مناسبة على شفهية الثقافة والأدب. تراث»، ومع ذلك، يعترف سكارف في نفس الكتاب أنه«تم اكتشاف نص في الحفريات في حضارة وادي السند التي ازدهرت في وادي السند والمناطق المجاورة في الألفية الثالثة قبل الميلاد. النصي، لكن جميع محاولات فك التشفير باءت بالفشل حتى الآن. المحاولات التي قام بها بعض العلماء الهنود لربط هذا النص غير المفكك بالنصوص الهندية الرائجة منذ القرن الثالث قبل الميلاد وما بعده هي إخفاقات تامة.»
أشار ميغاستينس، وهو سفير يوناني إلى البلاط المورياني في شمال شرق الهند قبل ربع قرن فقط من أشوكا، «... وهذا بين الناس الذين ليس لديهم قوانين مكتوبة، والذين يجهلون حتى الكتابة، وينظمون كل شيء بالذاكرة.»  تم تفسير هذا بشكل مختلف ومثير للجدل من قبل العديد من المؤلفين. يرفض لودو روشر بشكل كامل تقريبًا ميغاستينس باعتباره غير موثوق به، متشككًا في الصياغة المستخدمة من قبل مخبر ميغاستينس وتفسير ميغاستينس لها. يرى تيمر أن الأمر يعكس سوء فهم مفاده أن الموريين كانوا أميين «استنادًا إلى حقيقة أن ميغاستينس لاحظ بحق أن القوانين لم تكن مكتوبة وأن التقاليد الشفوية لعبت دورًا مهمًا في الهند.» 
بعض أنصار نظريات الأصل يشككون في مصداقية وتفسير التعليقات التي أدلى بها ميغاستينس (كما نقلت من قبل سترابو في جيوغرافيكا XV.i.53). أولاً، قد تنطبق الملاحظة فقط في سياق مملكة "ساندراكاتوس" (Chandragupta). في مكان آخر في Strabo (Strab. XV.i.39)، يقال أن ميغاستينس قد لاحظت أنه كان من المعتاد في الهند أن تقوم طبقة "الفيلسوف" (على الأرجح براهمينز) بتقديم "أي شيء مفيد التزموا بكتابته" إلى الملوك، ولكن لا تظهر هذه التفاصيل في المقتطفات المتوازية من ميغاستينس الموجودة في آريانوس وديودور الصقلي. كما أن المعنى الضمني للكتابة في حد ذاته ليس واضحًا تمامًا في الأصل اليوناني حيث يمكن قراءة المصطلح "συντάξῃ " (مصدر الكلمة الإنجليزية " بناء الجملة") على أنه "تكوين" عام أو "ترتيب"، وليس تكوينًا مكتوبًا خاصه. نيارخوس، معاصرا ل ميغاسثينيس، لاحظت، قبل بضعة عقود، واستخدام نسيج القطن للكتابة في شمال الهند. تكهن علماء الهنديات بشكل مختلف أن هذا قد يكون الخاروهية أو الأبجدية الآرامية. يعتبر سالومون أن الأدلة من المصادر اليونانية غير حاسمة. لاحظ سترابو نفسه هذا التناقض فيما يتعلق بالتقارير المتعلقة باستخدام الكتابة في الهند (XV.i.67).

### مناقشة عمق الوقت

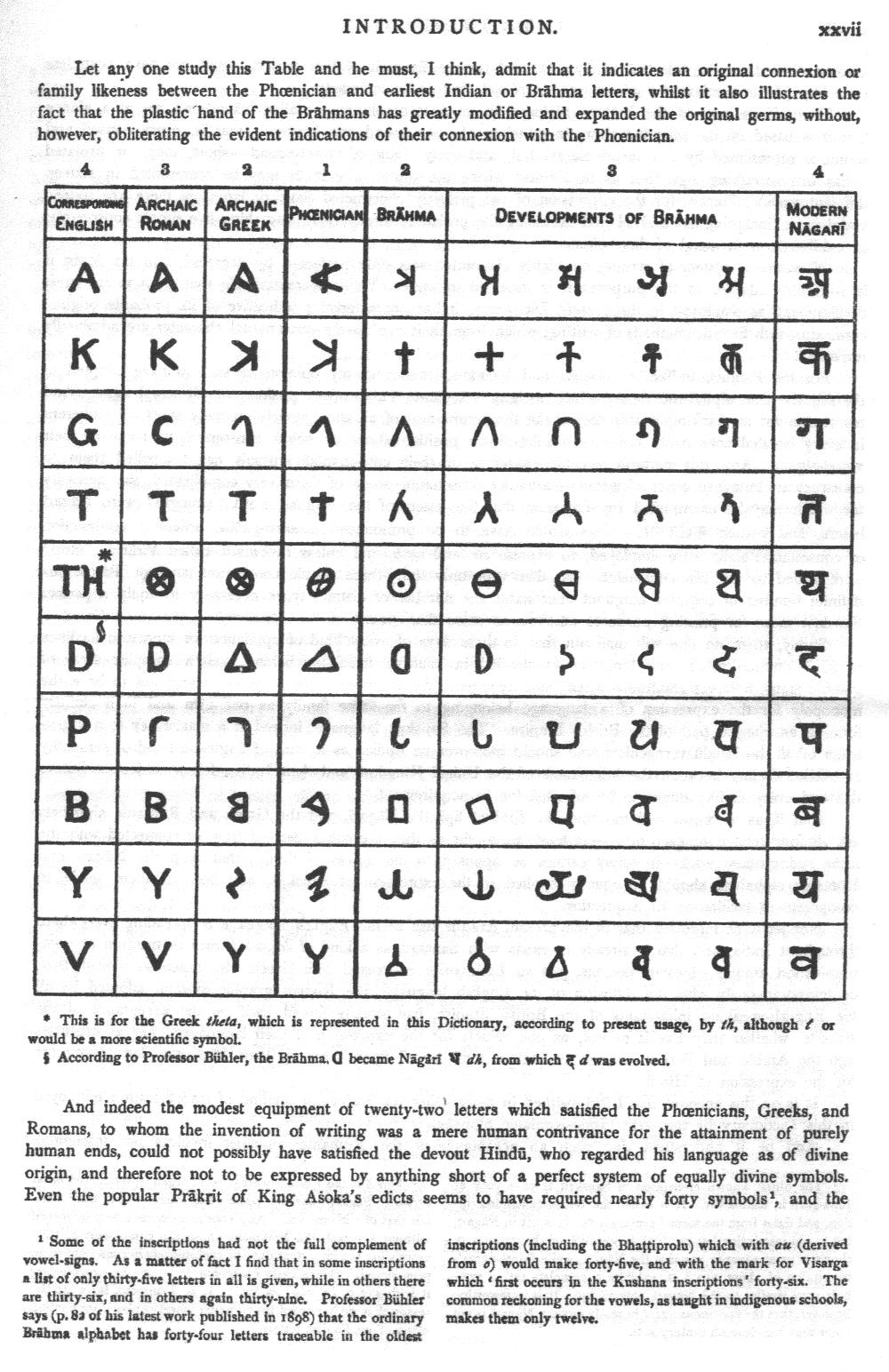
اتصالات بين الفينيقيين (العمود الرابع) والبراهمي (العمود الخامس). لاحظ أن الآرامية من القرن السادس إلى القرن الرابع قبل الميلاد (غير معروضة) هي في كثير من الحالات وسيطة في الشكل بين الاثنين.

يقترح كينيث نورمان (2005) أن براهمي تم ابتكارها على مدى فترة زمنية أطول سبقت حكم أشوكا:
«تم دعم فكرة تطوير ما قبل أشوكان مؤخرًا من خلال اكتشاف شقف في أنورادابورا في سريلانكا، نقشت عليها أعداد صغيرة من الشخصيات التي يبدو أنها برامي. تم تأريخ هذه الشقوف، من خلال تأريخ الكربون 14 والتألق الحراري، إلى عصور ما قبل أشوكان، ربما قبل قرنين من أشوكا.»
ويشير أيضًا إلى أن الاختلافات التي شوهدت في مراسيم أسوكان من غير المرجح أن تكون قد ظهرت بسرعة كبيرة إذا كان للبراهمي أصل واحد في مستشاريات الإمبراطورية الموريانية. يقترح تاريخًا لا يتجاوز نهاية القرن الرابع لتطوير خط براهمي بالشكل الموضح في النقوش، مع السوابق المحتملة السابقة.
اقترح جاك جودي (1987) بالمثل أن الهند القديمة كان لديها على الأرجح «ثقافة قديمة جدًا في الكتابة» جنبًا إلى جنب مع تقاليدها الشفوية في تأليف ونقل المعرفة، لأن الأدب الفيدى واسع جدًا ومتسق ومعقد بحيث لا يمكن إنشاؤه وحفظه بالكامل، يتم حفظها بدقة ونشرها بدون نظام مكتوب.
الآراء حول هذه النقطة، احتمالية عدم وجود أي نصوص كتابة بما في ذلك براهمي خلال العصر الفيدى، بالنظر إلى كمية ونوعية الأدب الفيدى، مقسمة. في حين أن فالك (1993) لا يتفق مع قودي، بينما يتفق والتر أونج وجون هارتلي (2012)، لا يعتمد كثيرًا على صعوبة حفظ الترانيم الفيدية شفهيًا، ولكن على أساس أنه من المستبعد جدًا أن تم تأليف قواعد بانيني. يتخذ يوهانس برونخورست (2002) موقفًا وسيطًا مفاده أن النقل الشفهي للترانيم الفيدية ربما تم تحقيقه شفهيًا، لكن تطوير قواعد بانيني يفترض مسبقًا الكتابة (بما يتوافق مع تطور الكتابة الهندية في القرن الرابع قبل الميلاد).

### أصل الاسم
تظهر عدة روايات متباينة عن أصل اسم «براهمي» (ब्राह्मी) في التاريخ. بعض البوذية سوترا مثل لاليتافيستارا سوترا (ربما القرن الرابع قبل الميلاد)، قائمة براهميخاروتسي وبعض من أربعة ستين النصية بوذا يعلم عندما كان طفلا. عدة سوترا من اليانية مثل فياخيا براجيابتي سوترا، ومافياناجا سوترا وبراجيابانا سوترا من جاين أغاماس تشمل قائمة 18 مخطوطات الكتابة المعروفة للمعلمين قبل مهافيرا ولد، أولاهما بامبهي (बाम्भी) في النص الأصلي براكريت، والذي تم تفسيره على أنه «برامي». نص براهمي مفقود من قائمة النصوص الـ 18 في النسخ الباقية من نسختين لاحقتين من جاينا سوتراس، وهما فيشيا أفاشياكا وكالبا سوترا. تروي أسطورة جاين أن 18 نصًا مكتوبًا تم تدريسها بواسطة تيرثانكارا ريشابهانتايا لأول مرة لابنته بامبهي (बाम्भी)، وأكدت (बाम्भी) باعتباره السيناريو الرئيسي كما علمت الآخرين، وبالتالي يأتي اسم الخط البراهمي للسيناريو بعد اسمها. لا يوجد دليل كتابي مبكر لتعبير «نص براهمي». أشوكا نفسه عندما أنشأ أول نقوش معروفة في النص الجديد في القرن الثالث قبل الميلاد، استخدم التعبير دايما ليبي (براكريت في نص براهمي: 𑀥𑀁𑀫𑀮𑀺𑀧𑀺، «نقوش الدارما») ولكن هذا لا يصف نصه المراسيم الخاصة.
تنسب الرواية البوذية الصينية للقرن السادس الميلادي إنشائها إلى الإله براهما، على الرغم من أن منير مونييه ويليامز، وسيلفان ليفي وآخرين اعتقدوا أنه من المرجح أن يكون قد أطلق عليه الاسم لأنه صاغه البراهمين.
يظهر مصطلح براهمي (बाम्भी في الأصل) في النصوص الهندية في سياقات مختلفة. وفقًا لقواعد اللغة السنسكريتية، فهي كلمة مؤنثة تعني حرفياً «براهما» أو «طاقة أنثوية البراهمان». في نصوص أخرى مثل ماهابهاراتا، تظهر بمعنى إلهة، خاصة بالنسبة لساراسواتي باعتبارها إلهة الكلام وفي أماكن أخرى «جسد شاكتي (طاقة) براهما».

## التاريخ

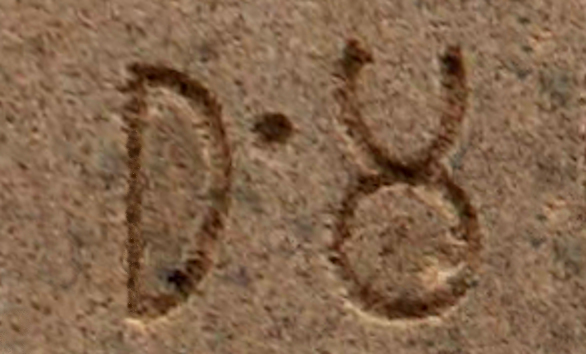
كلمة براكريت "Dha-ṃ-ma " (دارما) بخط براهمي، كما نقشها أشوكا في مراسيمه. عمود توبرا كالان، الموجود الآن في نيودلهي (القرن الثالث قبل الميلاد).

أقدم النقوش الكاملة المعروفة للبراهمي في براكريت، مؤرخة من القرن الثالث إلى الأول قبل الميلاد، ولا سيما مراسيم أشوكا، ج. 250 قبل الميلاد. تسود سجلات براكريت على السجلات الكتابية المكتشفة في شبه القارة الهندية خلال القرن الأول الميلادي تقريبًا. أقدم النقوش براهمي المعروفة في اللغة السنسكريتية هي من قبل الميلاد 1st قرن، مثل عدد قليل اكتشفت في ايوديا، غوسوندي وهاثيبادا (سواء بالقرب شيتورغاره). تم اكتشاف النقوش القديمة أيضًا في العديد من المواقع الهندية الشمالية والوسطى، أحيانًا في جنوب الهند أيضًا، والموجودة بلغة هجينة باللغة السنسكريتية-براكريت تسمى «الكتابية الهجينة السنسكريتية». تم تأريخها وفقًا للتقنيات الحديثة بين القرنين الأول والرابع الميلاديين. تم العثور على السجلات القديمة الباقية من نص براهمي كنقوش على الأعمدة وجدران المعابد والألواح المعدنية والطين والعملات المعدنية والكريستال والمخطوطات.
كان أحد أهم التطورات الأخيرة فيما يتعلق بأصل براهمي هو اكتشاف شخصيات براهمي منقوشة على أجزاء من الفخار من مدينة أنورادابورا التجارية في سريلانكا، والتي تم تأريخها بين القرن السادس إلى أوائل القرن الرابع قبل الميلاد. كونينغهام في عام 1996، ذكر أن النص المكتوب على نقوش أنورادابورا هو براهمي، لكنه ذكر أن اللغة كانت لغة براكريت وليست لغة درافيدية. تم تفسير التسلسل التاريخي للعينات للإشارة إلى تطور في مستوى الصقل الأسلوبي على مدى عدة قرون، وخلصوا إلى أن نص براهمي ربما نشأ عن «المشاركة التجارية» وأن نمو الشبكات التجارية في سري لانكا كان مرتبطًا مع ظهوره الأول في المنطقة. يوضح سالومون في مراجعته لعام 1998 أن نقوش أنارودهابترا تدعم النظرية القائلة بأن براهمي كان موجودًا في جنوب آسيا قبل العصر المورياني، مع دراسات لصالح القرن الرابع قبل الميلاد، ولكن لا تزال هناك بعض الشكوك حول ما إذا كانت النقوش قد تكون تطفلية على قطع الفخار من تاريخ لاحق. جادل عالم الهنديات هاري فالك بأن مراسيم أشوكا تمثل مرحلة أقدم من براهمي، بينما من المحتمل أن تكون بعض السمات القديمة لنقوش أنورادابورا الأقدم في وقت لاحق، وبالتالي قد يعود تاريخ هذه القطع الفخارية إلى ما بعد 250 قبل الميلاد.
في الآونة الأخيرة في عام 2013، نشر راجان وياثيسكومار حفريات في بورونتال وكودومانال في تاميل نادو، حيث تم العثور على العديد من النقوش والتشظايا التاميل-براهمي و «براكريت-براهمي». أشار تحليلهم الطبقي جنبًا إلى جنب مع تواريخ الكربون المشع لحبوب الأرز وعينات الفحم إلى أن سياقات النقش تعود إلى القرنين السادس والسابع قبل الميلاد. نظرًا لأن هذه المنشورات نُشرت مؤخرًا، لم يتم التعليق عليها على نطاق واسع في الأدبيات. انتقد عالم الهنديات هاري فالك مزاعم راجان ووصفها بأنها «غير مطلعة بشكل خاص». يجادل فالك بأن بعض أقدم النقوش المفترضة ليست أحرفًا براهمي على الإطلاق، ولكنها مجرد رموز جرافيتي غير لغوية أساءت تفسيرها، والتي كانت تستخدم في جنوب الهند لعدة قرون خلال حقبة ما قبل القراءة والكتابة.

### التصنيف

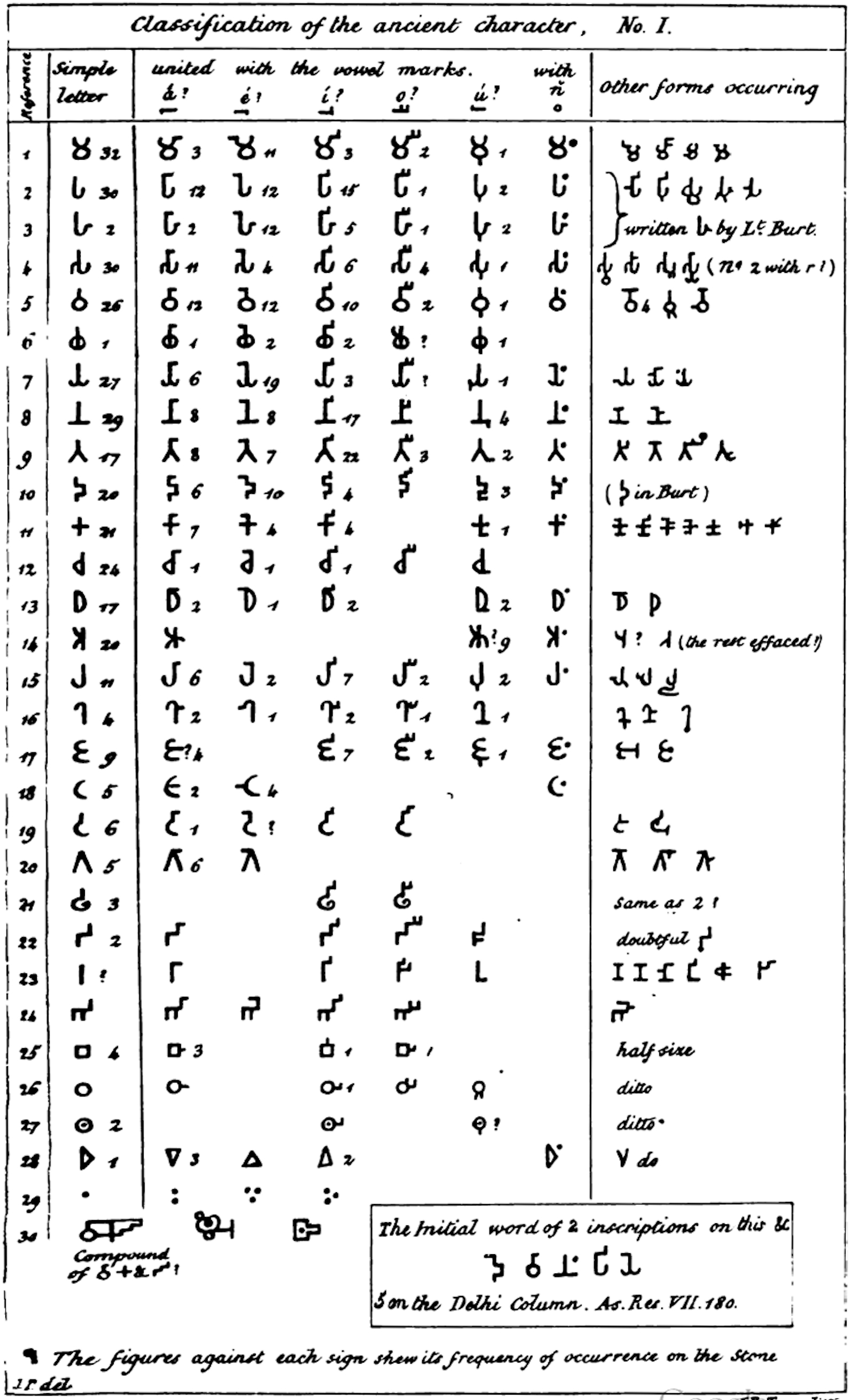
تصنيف شخصيات براهمي بواسطة جيمس برينسيب في مارس 1834. تم تحديد بنية البراهمي (الأحرف الساكنة مع "الانعكاسات" الصوتية) بشكل صحيح، لكن القيم الفردية للأحرف بقيت غير محددة، باستثناء أربعة من التصريفات الصوتية. مجلة الجمعية الآسيوية للبنغال المجلد 3 (مارس 1834).

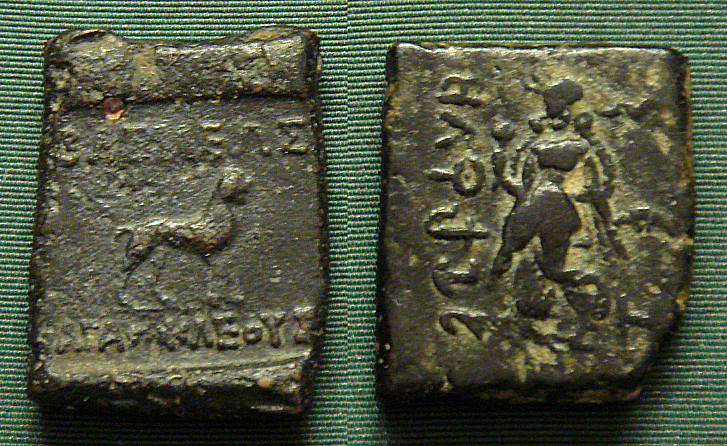
استخدم الباحث النرويجي كريستيان لاسين العملة اليونانية-براهمي ثنائية اللغة للملك الهندي اليوناني أغاثوكليس ليحقق بشكل صحيح في عام 1836 أول فك آمن لعدة أحرف من نص براهمي، والذي أكمله لاحقًا جيمس برينسيب.

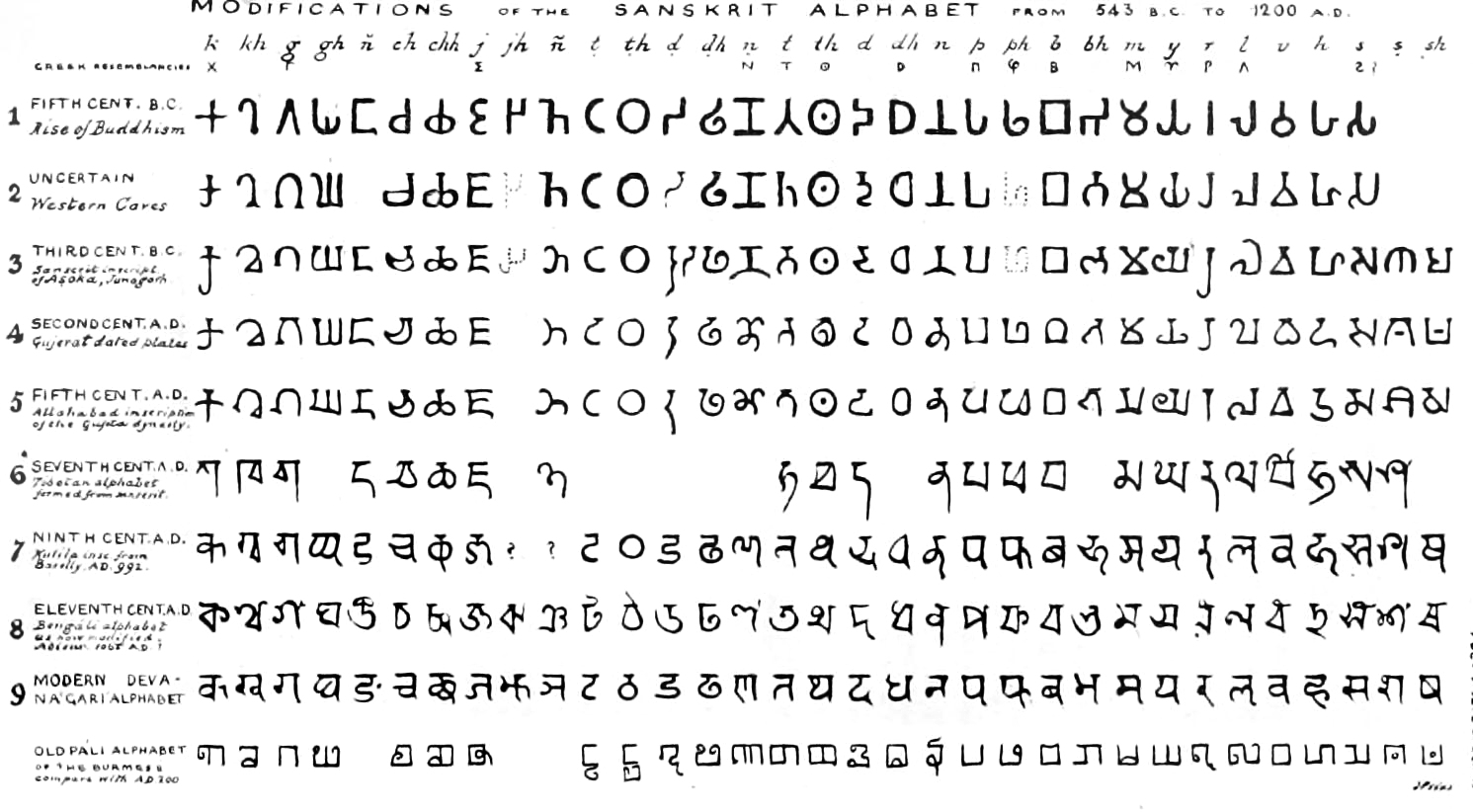
الحروف الساكنة من نص براهمي، والتطور وصولاً إلى الديفاناغاري الحديثة، وفقًا لجيمس برينسيب، كما نُشر في مجلة الجمعية الآسيوية للبنغال، في مارس ١٨٣٨. يتم فك رموز جميع الأحرف بشكل صحيح، باستثناء حرفين مفقودان على اليمين: 𑀰 (ś) و 𑀱 (ṣ). حروف العلة والمركبات هنا. يتم جمع جميع النصوص المشتقة من براهمي تحت مصطلح «الأبجدية البراهمية».

إلى جانب بعض النقوش اليونانية والآرامية (التي تم اكتشافها فقط في القرن العشرين)، كُتبت مراسيم أشوكا بخط براهمي وأحيانًا بخط خاروشثي في الشمال الغربي، والتي انقرضت في حوالي القرن الرابع الميلادي، ولم يتم فك شفرتها بعد في الوقت الذي تم فيه اكتشاف المراسيم والتحقيق فيها في القرن التاسع عشر.  تم بالفعل فك رموز النقوش التي تعود إلى القرن السادس الميلادي في أواخر براهمي في عام 1785 بواسطة تشارلز ويلكنز، الذي نشر ترجمة صحيحة أساسًا لنقش كهف جوبيكا الذي كتبه الملك الموكاري أنانتافارمان. يبدو أن ويلكنز اعتمد بشكل أساسي على أوجه التشابه مع النصوص البراهمية اللاحقة، مثل نص فترة بالا والأشكال المبكرة للديفاناغاري.
ومع ذلك، بقي براهمي المبكر غير قابل للقراءة. استؤنف التقدم في عام 1834 بنشر نسخ طبق الأصل من النقوش الموجودة على عمود الله أباد في أشوكا، ولا سيما التي تحتوي على مراسيم أشوكا بالإضافة إلى نقوش من قبل سامودراجوبتا حاكم إمبراطورية جوبتا. بدأ جيمس برينسيب، عالم آثار وعالم فقه اللغة والمسؤول في شركة الهند الشرقية، في تحليل النقوش وعمل استنتاجات على الخصائص العامة لنص براهمي المبكر بالاعتماد بشكل أساسي على الأساليب الإحصائية. هذه الطريقة، التي نُشرت في مارس 1834، سمحت له بتصنيف الشخصيات الموجودة في النقوش، وتوضيح بنية براهمي على أنها مكونة من أحرف ساكنية مع «تصريفات» صوتية. كان قادرًا على تخمين أربعة من أصل خمسة تصريفات صوتية بشكل صحيح، لكن قيمة الحروف الساكنة ظلت مجهولة. الرغم من أن هذه الطريقة الإحصائية كانت حديثة ومبتكرة، إلا أن فك الشفرة الفعلي للنص يجب أن ينتظر حتى اكتشاف النقوش ثنائية اللغة، بعد بضع سنوات.
في نفس العام، في عام 1834، بعض المحاولات من قبل القس. تم تصميم ستيفننسون لتحديد شخصيات براهمي المبكرة الوسيطة من كهوف كارلا (حوالي القرن الأول الميلادي) بناءً على أوجه التشابه بينها وبين نص غوبتا لنقش سمودراجوبتا الخاص بعمود الله أباد (القرن الرابع الميلادي) والذي تم نشره للتو، ولكن هذا أدى إلى مزيج من التخمينات الجيدة (حوالي 1/3) والسيئة، والتي لم تسمح بفك تشفير البراهمي بشكل صحيح.
تم اتخاذ الخطوة الرئيسية التالية نحو فك رموز نص براهمي القديم في القرنين الثالث والثاني قبل الميلاد في عام 1836 من قبل العالم النرويجي كريستيان لاسين، الذي استخدم عملة ثنائية اللغة اليونانية براهمي للملك الهندي اليوناني أغاثوكليس وأوجه الشبه مع نص بالي بشكل صحيح و التعرف بشكل آمن على عدة أحرف براهمي. الأساطير المتطابقة على العملات المعدنية ثنائية اللغة لأغاثوكليس هي:
ثم تمكن جيمس برينسيب من إكمال فك شفرة نص براهمي. بعد الاعتراف بأول فك رموز لاسين،  استخدم برينسيب عملة ثنائية اللغة للملك الهندي اليوناني بانتاليون لفك رموز بضعة أحرف أخرى. ثم قام جيمس برينسيب بتحليل عدد كبير من النقوش الخيرية على النقوش البارزة في سانشي، ولاحظ أن معظمها انتهى بنفس حرفتي براهمي: "𑀤𑀦𑀁". خمن برينسيب بشكل صحيح أنهم يرمزون إلى «دانام»، وهي الكلمة السنسكريتية التي تعني «هدية» أو «تبرع»، مما سمح بزيادة عدد الأحرف المعروفة. بمساعدة راتنا بالا، الباحث واللغوي السنهالي البالي، أكمل برينسيب فك رموز نص براهمي بالكامل.   في سلسلة من النتائج التي نشرها في مارس 1838، تمكن برينسيب من ترجمة النقوش على عدد كبير من المراسيم الصخرية الموجودة في جميع أنحاء الهند، وقدم، وفقًا لريتشارد سالومون، عرض «مثالي تقريبًا» لأبجدية براهمي الكاملة. 

### جنوب براهمي
تم العثور على نقوش أشوكان في جميع أنحاء الهند وقد لوحظ عدد قليل من المتغيرات الإقليمية. يُعتقد أن أبجدية بهاتيربلو، مع نقوش مبكرة تعود إلى عقود قليلة من عهد أشوكا، قد تطورت من البديل الجنوبي لأبجدية براهمي. اللغة المستخدمة في هذه النقوش، والتي تم العثور عليها كلها تقريبًا على الآثار البوذية، هي لغة براكريت على وجه الحصر، على الرغم من تحديد أسماء الكانادا والتيلوجو في بعض النقوش. تم التعرف على ثلاثة وعشرين حرفًا. والجا الرسائل وسا تشبه ماوريان براهمي، في حين بهاتيربلو ودا تشبه تلك الحديثة الكانادا و السيناريو التيلجو.
التاميل براهمي هو أحد أشكال أبجدية براهمي التي كانت مستخدمة في جنوب الهند بحلول القرن الثالث قبل الميلاد، ولا سيما في تاميل نادو وكيرالا. تشهد النقوش على استخدامها في أجزاء من سريلانكا في نفس الفترة. تم التعرف على اللغة المستخدمة في حوالي 70 نقشًا من جنوب براهمي تم اكتشافها في القرن العشرين على أنها لغة براكريت.
باللغة الإنجليزية, المجموعة الأكثر انتشارا من نسخ نصوص براهمي الموجودة في سريلانكا هي Epigraphia Zeylanica؛ في حجم 1 (1976)، العديد من النقوش مؤرخة من القرن الثالث إلى القرن الثاني قبل الميلاد.
على عكس مراسيم أشوكا، تم العثور على غالبية النقوش من هذه الفترة المبكرة في سريلانكا فوق الكهوف. كانت لغة نقوش براهمي في سريلانكا هي في الغالب براكريت على الرغم من العثور على بعض النقوش التاميلية-براهمي أيضًا، مثل ختم أنَّايكودال. تم العثور على أقدم الأمثلة المقبولة على نطاق واسع للكتابة في براهمي في أنورادابورا، سريلانكا.

### البحر الأحمر وجنوب شرق آسيا
نقش خوان لوك بات اكتشف في تايلند هو في النصي براهمي التاميل. تاريخها غير مؤكد وقد اقترح أن يكون من القرون الأولى للعصر المشترك. وفقا لفريدريك آشر، تم العثور على نقوش التاميل براهمي على بوتشيردس في القصير القاضي وفي برنينكي, مصر مما يشير إلى أن النشاط التجاري والتجاري كان مزدهرا في العصور القديمة بين الهند ومنطقة البحر الأحمر. تم العثور على نقش إضافي التاميل براهمي في منطقة خور روري من عمان على جرة تخزين الموقع الأثري.

## الخصائص
عادة ما يكتب براهمي من اليسار إلى اليمين، كما هو الحال في أحفاده. ومع ذلك، وجدت عملة في وقت مبكر في عيران منقوش مع براهمي يمتد من اليمين إلى اليسار كما في الآرامية. ومن المعروف عدة حالات أخرى من الاختلاف في اتجاه الكتابة، على الرغم من عدم الاستقرار الاتجاه هو شائع إلى حد ما في أنظمة الكتابة القديمة.

### الحروف الساكنة
براهمي هو أبوغيدا، وهذا يعني أن كل حرف يمثل ساكن، في حين يتم كتابة حروف العلة مع إلزامية التشكيل دعا mātrās في اللغة السنسكريتية, إلا عندما تبدأ حروف العلة كلمة. عندما لا يتم كتابة حرف علة، حرف علة ‎/a/‏ هو مفهوم. هذا «الافتراضي القصير a» هو سمة مشتركة مع خاروتشي، على الرغم من أن علاج حروف العلة يختلف في جوانب أخرى.  

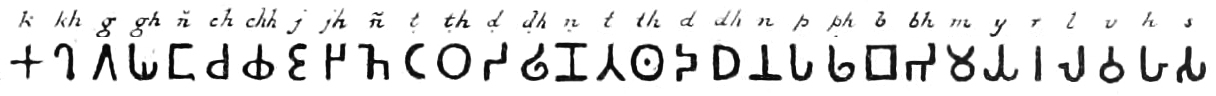
الحروف الساكنة براهمي.

### الحروف الساكنة الملتحمة

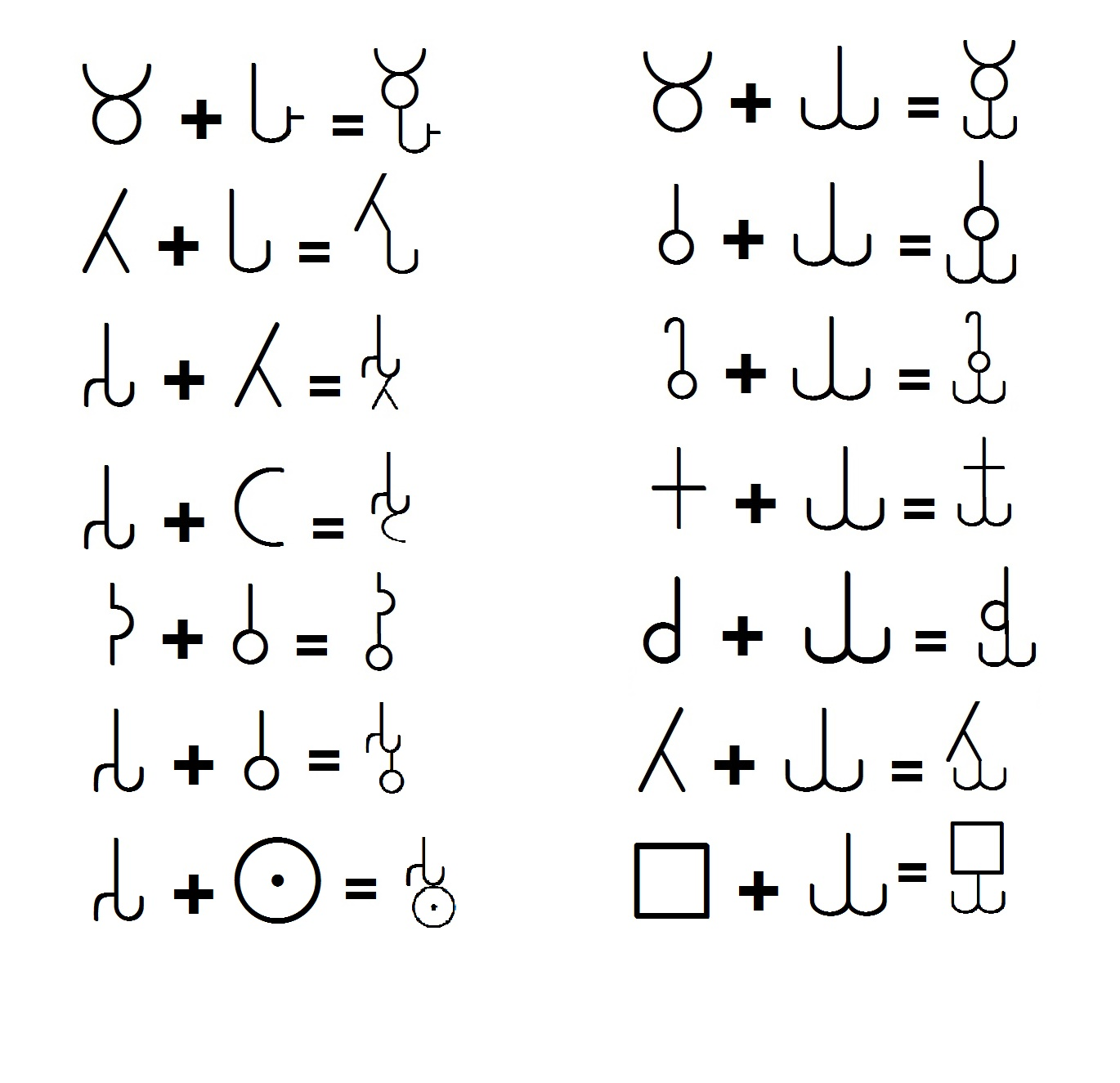
بعض الحروف الساكنة العطف الرئيسية في السيناريو براهمي.

خاص الحروف الساكنة الملتحمة تستخدم لكتابة ساكن مجموعات مثل ‎/pr/‏ أو ‎/rv/‏. في Devanagari الحديثة يتم كتابة مكونات العطف من اليسار إلى اليمين عندما يكون ذلك ممكنا (عندما يكون الحرف الساكن الأول له جذع رأسي يمكن إزالته على اليمين)، بينما في الأحرف البراهمي يتم ربطها عموديا لأسفل. 

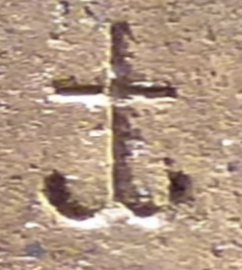
كيا (التجمع الرأسي للحروف الساكنة"كا"  و "يا" )، كما هو الحال في "Sa-kya-mu-nī " ( 𑀲𑀓𑁆𑀬𑀫𑀼𑀦𑀻، "حكيم من شاكياس")
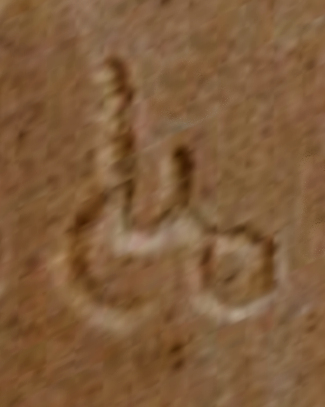
Sva (Sa + Va)
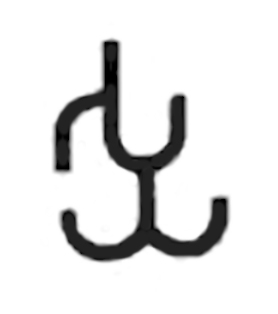
Sya (Sa + Ya)
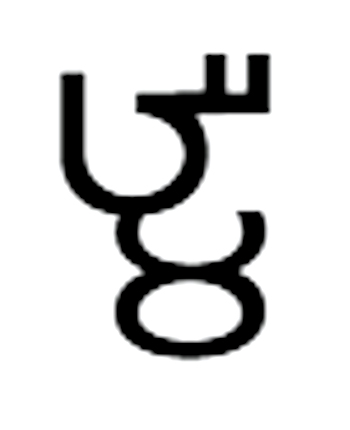
Hmī (Ha + Ma + i + i)، كما في كلمة "Brāhmī" (𑀩𑁆𑀭𑀸𑀳𑁆𑀫𑀻).

### حروف العلة

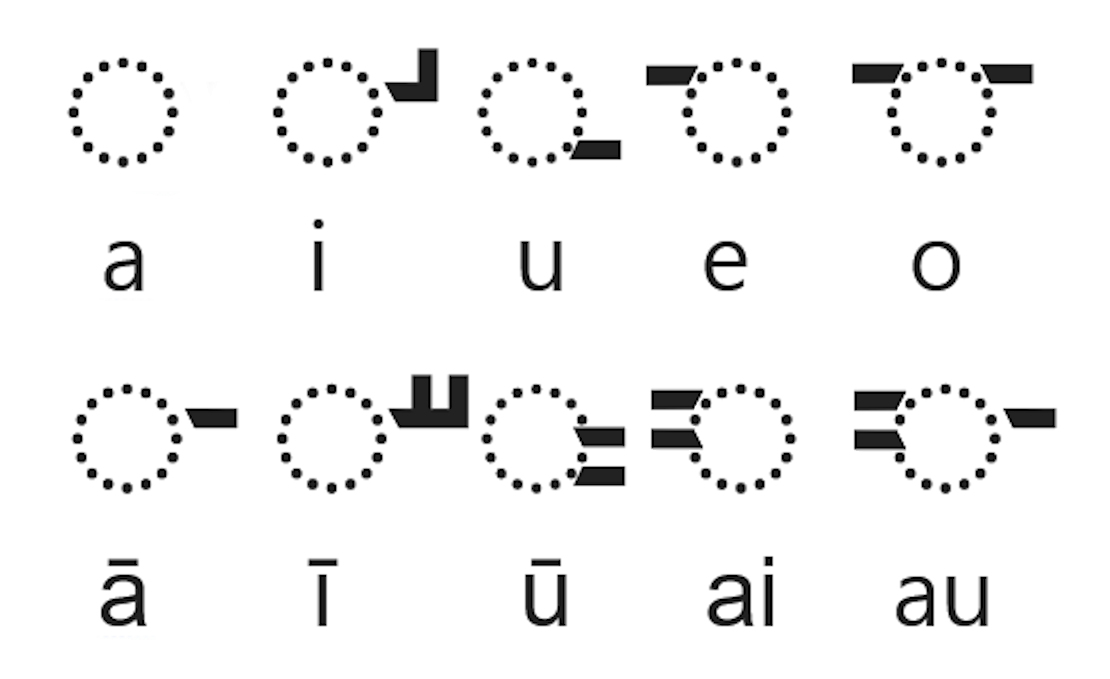
براهمي التشكيل العلة.

رمز براهمي ل / كا/، تعديل لتمثيل حروف العلة المختلفة

حروف العلة التالية ساكن هي متأصلة أو مكتوبة من قبل التشكيل، ولكن حروف العلة الأولية لها أحرف مخصصة. هناك ثلاثة أحرف العلة«الأولية» في الخط البراهمي، والتي تحدث كل منها في أشكال متناقضة الطول: / a /، / i /، / u/; العلة الطويلة مشتقة من الحروف لأحرف العلة القصيرة. هناك أيضا أربعة أحرف العلة «الثانوية» التي ليس لديها تباين طويل قصير، /e/، /ai/، /o/، /au/. لاحظ على الرغم من أن جرافيم لـ /ai/ مشتق من /e/ بطريقة توازي التباين القصير الطويل لأحرف العلة الأساسية. ومع ذلك, لا يوجد سوى تسعة التشكيل حرف علة متميزة, كما قصيرة ‎/a/‏ يفهم إذا لم يتم كتابة حرف علة. يبدو أن رمز حرف العلة الأولي لـ / au/ يفتقر أيضا في المراحل الأولى المصدقة، على الرغم من أنه يحتوي على التشكيل. تشير المصادر القديمة إلى أن هناك إما 11 أو 12 حروف العلة التي تم سردها في بداية قائمة الأحرف حول عصر أشوكان, ربما تضيف إما aṃ أو aḥ. الإصدارات الأحدث من براهمي إضافة حروف العلة لأربعة سوائل مقطعية، قصيرة وطويلة /ṛ / و / ḷ/. تشير المصادر الصينية إلى أن هذه كانت اختراعات لاحقة إما Nagarjuna أو سارفافارمان، وزير الملك هاله.
وقد لوحظ أن النظام الأساسي من حرف العلة وسم المشتركة لبراهمي وخاروتشي, الذي يفهم كل حرف ساكن أن يتبعه حرف علة, كانت مناسبة تماما لبراكريت, ولكن كما تم تكييف براهمي إلى لغات أخرى, تدوين خاص يسمى virāma تم تقديمه للإشارة إلى إغفال حرف العلة النهائي. يختلف خاروتشي أيضا في أن تمثيل حرف العلة الأولي له رمز حرف علة عام واحد يتم تمييزه بواسطة التشكيل، ولا يتم تمييز حروف العلة الطويلة.
ال الترتيب ويعتقد أن ترتيب براهمي كان هو نفسه مثل معظم مخطوطات سليل لها, واحد على أساس شيكشا، النظرية الفيدية التقليدية لعلم الأصوات السنسكريتية. يبدأ هذا قائمة الأحرف بأحرف العلة الأولية (بدءا من a)، ثم يسرد مجموعة فرعية من الحروف الساكنة في خمس مجموعات ذات الصلة صوتيا من خمسة تسمى فارغاس، وينتهي مع أربعة سوائل، ثلاثة سيبيلانتس، و سبيرانت. توماس تراوتمان ينسب الكثير من شعبية عائلة بهاميك سكريبت إلى نظام الترتيب «المنطقي بشكل رائع».

### علامات الترقيم

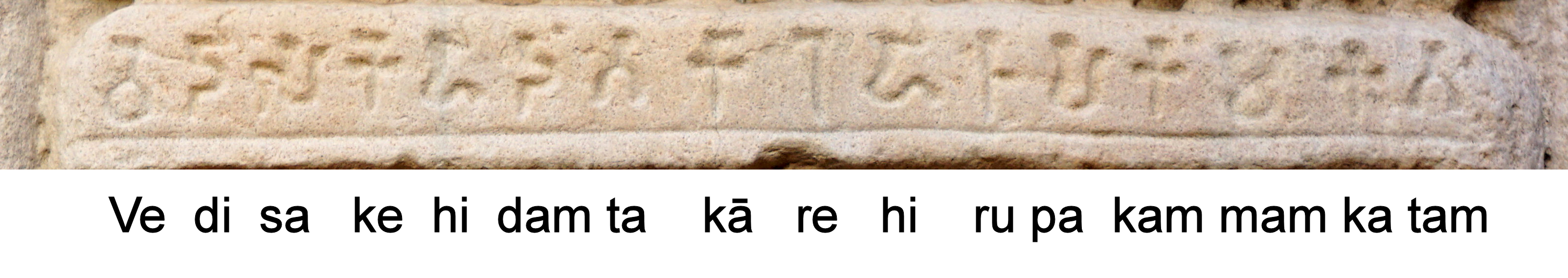
A 1st القرن قبل الميلاد/CE نقش من سانشي: "Vedisakehi da datakārehi rupakaṃma kat kata kat" (، «عمال العاج من Vidisha فعلت نحت»).

علامات الترقيم يمكن أن ينظر إليه على أنه استثناء أكثر من كونه قاعدة عامة في أسوكان براهمي. على سبيل المثال، تظهر مسافات متميزة بين الكلمات بشكل متكرر في مراسيم الأعمدة ولكن ليس كثيرا في مراسيم أخرى. (تشير «مراسيم الأعمدة» إلى النصوص المنقوشة على الأعمدة الحجرية في كثير من الأحيان بقصد جعلها عامة.) فكرة كتابة كل كلمة على حدة لم يكن على الدوام.
في فترة براهمي المبكرة، لا يظهر وجود علامات الترقيم بشكل جيد للغاية. تمت كتابة كل حرف بشكل مستقل مع بعض المساحة العرضية بين الكلمات والأقسام الأطول.
في الفترة الوسطى، يبدو أن النظام يتطور. تم العثور على استخدام اندفاعة وخط أفقي منحني. يبدو أن علامة لوتس (زهرة) تشير إلى النهاية، ويبدو أن علامة دائرية تشير إلى التوقف الكامل. يبدو أن هناك أنواع مختلفة من التوقف الكامل.
في الفترة المتأخرة، يصبح نظام علامات الاستيفاء أكثر تعقيدا. على سبيل المثال، هناك أربعة أشكال مختلفة من الشرطات المزدوجة المائلة رأسيا التي تشبه "//" للاحتفال بإكمال التكوين. على الرغم من جميع العلامات الزخرفية التي كانت متاحة خلال الفترة المتأخرة، ظلت العلامات بسيطة إلى حد ما في النقوش. قد يكون أحد الأسباب المحتملة هو تقييد النقش أثناء الكتابة.
يحدد باومس سبع علامات ترقيم مختلفة مطلوبة لتمثيل الكمبيوتر من الخط البراهمي:
- مفرد ( 𑁇 ) ومزدوج ( 𑁈 ) شريط عمودي (داندا)- تحديد البنود والآيات
- dot ( 𑁉 )، double dot ( 𑁊 )، and horizontal line (𑁋–- تعيين وحدات نصية أقصر
- الهلال ( 𑁌 ) واللوتس ( 𑁍 ) - تعيين وحدات نصية أكبر

## تطور الخط البراهمي
يصنف براهمي بشكل عام في ثلاثة أنواع رئيسية, والتي تمثل ثلاث مراحل تاريخية رئيسية لتطورها على مدى ما يقرب من ألف عام:
- في وقت مبكر براهمي أو «أشوكان براهمي» (3RD-1ST القرن قبل الميلاد)
- براهمي الأوسط أو «كوشانا Brahmi» (1st-3rd قرون CE)
- الراحل براهمي أو «غوبتا براهمي»، وتسمى أيضا غوبتا النصي (4th-6th قرون CE). في وقت مبكر من تاريخ الخط البراهمي برز «أشوكان براهمي» وهو منتظم وهندسي، ونظمت بطريقة عقلانية جدًا.

### حروف العلّة المستقلة

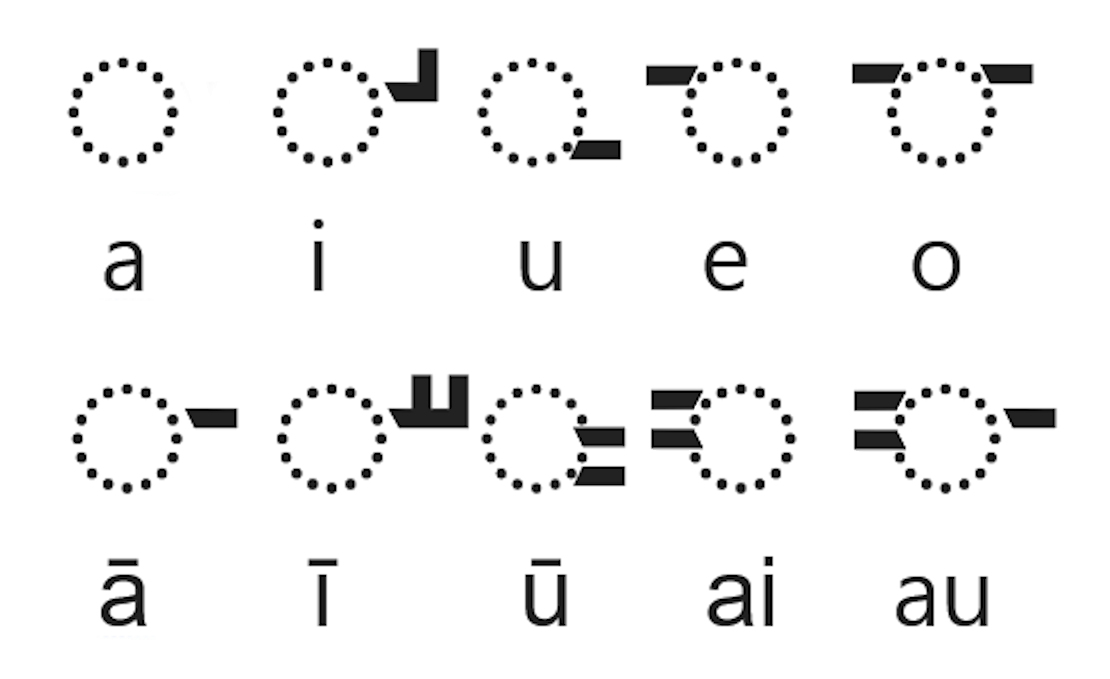
في وقت مبكر Brahmi علم التشكيل حرف علة.

### حروف العلة المستقلة

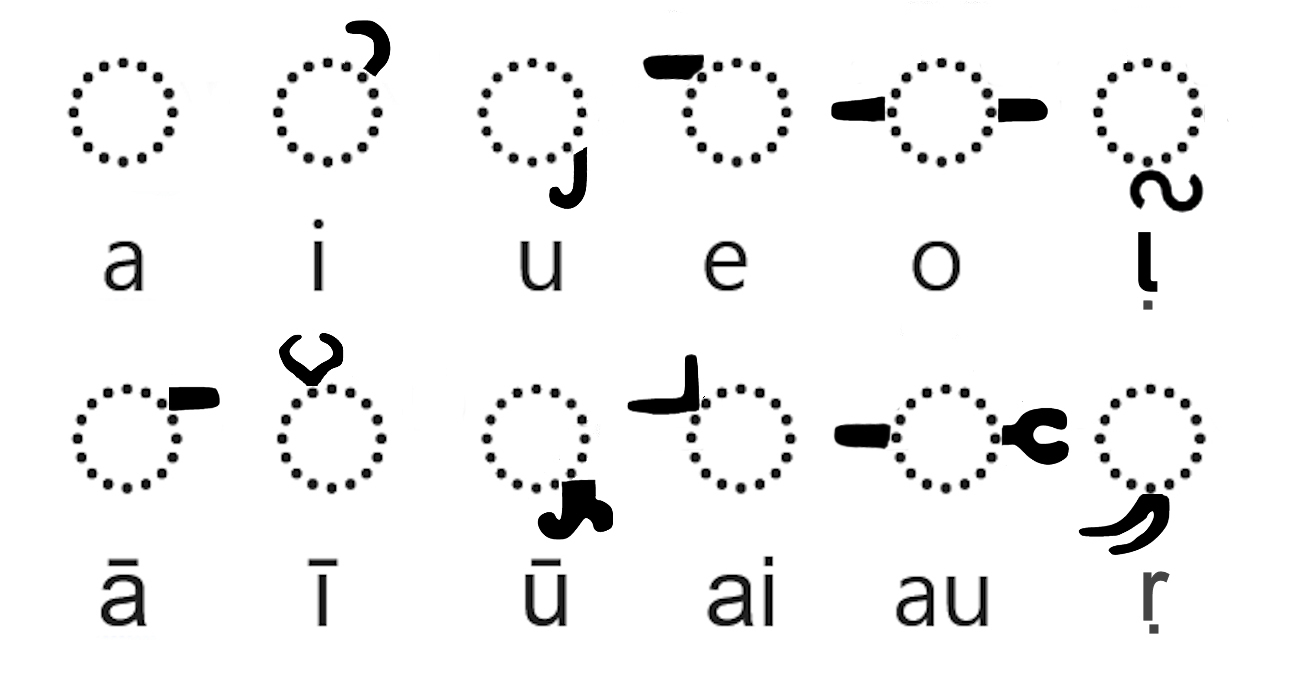
الأوسط براهمي حرف علة التشكيل

### يونيكود والرقمنة
تمت إضافة الخط البراهمي في وقت مبكر إلى يونيكود قياسي في أكتوبر 2010 مع إصدار الإصدار 6.0.  كتلة يونيكود لبراهمي هو U + 11000-U+1107F. انها تقع داخل طائرة تكميلية متعددة اللغات. اعتبارا من أغسطس 2014، هناك خطان غير متاحان تجاريا يدعمان براهمي، وهما نوتو بلا براهمي بتكليف من جوجل الذي يغطي جميع الشخصيات, و أديناثا الذي يغطي فقط براهمي التاميل. Segoe UI تاريخي يرتبط مع ويندوز 10، كما يتميز برموز براهمي.
الكلمة السنسكريتية لبراهمي، स्राह्मी (IAST براهمي) في البرنامج النصي براهمي يجب أن يتم تقديمها على النحو التالي: 𑀩𑁆𑀭𑀸𑀳𑁆𑀫𑀻.

### نقوش شهيرة
كان النص البراهمي وسيلة لبعض النقوش الأكثر شهرة في الهند القديمة، بدءا من مراسيم أشوكا، حوالي 250 قبل الميلاد.

#### مسقط رأس بوذا التاريخي
في مرسوم مشهور بشكل خاص, مرسوم روميدني في لومبيني، نيبال يصف أشوكا زيارته في السنة الحادية والعشرين من حكمه، ويعين لومبيني مسقط رأس بوذا. كما انه لأول مرة في السجلات التاريخية، يستخدم لقب «ساكياموني» (حكيم من شاكياس)، لوصف بوذا.
| الترجمة (English) | الترجمة الصوتية (الأصلي براهمي النصي) | النقش (براكريت في السيناريو براهمي) |
| ----------------- | ------------------------------------- | ----------------------------------- |
|                   |                                       |                                     |

#### نقش عمود هيليودورس
نقش عمود هيليودورس هو عمود حجري تم تشييده حوالي 113 قبل الميلاد في وسط الهند في فيديشا بالقرب من الحديثة فيديشا, بواسطة هيليودورس وهو سفير الهندية-اليونانية الملك أنتياليسيدس في تاكسيلا إلى محكمة شونغا الملك باغابهادرا. تاريخيا، وهي واحدة من أقدم النقوش المعروفة ذات الصلة فيشنوية في الهند.
| الترجمة (English) | الترجمة الصوتية (الأصلي براهمي النصي) | النقش (براكريت في السيناريو براهمي) |
| --- | ------------------------------------- | ----------------------------------- |
| This جارودا-standard of Vāsudeva, the God of Gods was erected here by the devotee Heliodoros, the son of Dion, a man of تاكسيلا, sent by the Great يونا King Antialkidas, as ambassador to King Kasiputra Bhagabhadra, the Savior son of the princess from فاراناسي, in the fourteenth year of his reign. Three immortal precepts (footsteps)... when practiced lead to heaven: self-restraint, charity, consciousness |                                       |                                     |

## براهمي الأوسط
براهمي الأوسط أو «كوشانا براهمي» كان قيد الاستخدام من 1-3RD قرون CE. هو أكثر تقريبا من سابقتها، ويقدم بعض الاختلافات الهامة في الأشكال. تمت إضافة العديد من الأحرف (r و l)، المصنفة كحروف متحركة، خلال فترة «البراهمي الأوسط» بين القرنين الأول والثالث CE، من أجل استيعاب نسخ السنسكريتية:

### الحروف الساكنة
| Evolution of the Brahmi script | Evolution of the Brahmi script | Evolution of the Brahmi script | Evolution of the Brahmi script | Evolution of the Brahmi script | Evolution of the Brahmi script | Evolution of the Brahmi script | Evolution of the Brahmi script | Evolution of the Brahmi script | Evolution of the Brahmi script | Evolution of the Brahmi script | Evolution of the Brahmi script | Evolution of the Brahmi script | Evolution of the Brahmi script | Evolution of the Brahmi script | Evolution of the Brahmi script | Evolution of the Brahmi script | Evolution of the Brahmi script | Evolution of the Brahmi script | Evolution of the Brahmi script | Evolution of the Brahmi script | Evolution of the Brahmi script | Evolution of the Brahmi script | Evolution of the Brahmi script | Evolution of the Brahmi script | Evolution of the Brahmi script | Evolution of the Brahmi script | Evolution of the Brahmi script | Evolution of the Brahmi script | Evolution of the Brahmi script | Evolution of the Brahmi script | Evolution of the Brahmi script | Evolution of the Brahmi script | Evolution of the Brahmi script |
| ------------------------------ | ------------------------------ | ------------------------------ | ------------------------------ | ------------------------------ | ------------------------------ | ------------------------------ | ------------------------------ | ------------------------------ | ------------------------------ | ------------------------------ | ------------------------------ | ------------------------------ | ------------------------------ | ------------------------------ | ------------------------------ | ------------------------------ | ------------------------------ | ------------------------------ | ------------------------------ | ------------------------------ | ------------------------------ | ------------------------------ | ------------------------------ | ------------------------------ | ------------------------------ | ------------------------------ | ------------------------------ | ------------------------------ | ------------------------------ | ------------------------------ | ------------------------------ | ------------------------------ | ------------------------------ |
|                                | k-                             | kh-                            | g-                             | gh-                            | ṅ-                             | c-                             | ch-                            | j-                             | jh-                            | ñ-                             | ṭ-                             | ṭh-                            | ḍ-                             | ḍh-                            | ṇ-                             | t-                             | th-                            | d-                             | dh-                            | n-                             | p-                             | ph-                            | b-                             | bh-                            | m-                             | y-                             | r-                             | l-                             | v-                             | ś-                             | ṣ-                             | s-                             | h-                             |
| أشوكا                          | 𑀓                              | 𑀔                              | 𑀕                              | 𑀖                              | 𑀗                              | 𑀘                              | 𑀙                              | 𑀚                              | 𑀛                              | 𑀜                              | 𑀝                              | 𑀞                              | 𑀟                              | 𑀠                              | 𑀡                              | 𑀢                              | 𑀣                              | 𑀤                              | 𑀥                              | 𑀦                              | 𑀧                              | 𑀨                              | 𑀩                              | 𑀪                              | 𑀫                              | 𑀬                              | 𑀭                              | 𑀮                              | 𑀯                              | 𑀰                              | 𑀱                              | 𑀲                              | 𑀳                              |
| Girnar                         |                                |                                |                                |                                |                                |                                |                                |                                |                                |                                |                                |                                |                                |                                |                                |                                |                                |                                |                                |                                |                                |                                |                                |                                |                                |                                |                                |                                |                                | 𑀰                              | 𑀱                              |                                |                                |
| الإمبراطورية الكوشانية         |                                |                                |                                |                                |                                |                                |                                |                                |                                |                                |                                |                                |                                |                                |                                |                                |                                |                                |                                |                                |                                |                                |                                |                                |                                |                                |                                |                                |                                |                                |                                |                                |                                |
| غوجارات                        |                                |                                |                                |                                |                                |                                |                                |                                |                                |                                |                                |                                |                                |                                |                                |                                |                                |                                |                                |                                |                                |                                |                                |                                |                                |                                |                                |                                |                                |                                |                                |                                |                                |
| Gupta                          |                                |                                |                                |                                |                                |                                |                                |                                |                                |                                |                                |                                |                                |                                |                                |                                |                                |                                |                                |                                |                                |                                |                                |                                |                                |                                |                                |                                |                                |                                |                                |                                |                                |

### أمثلة

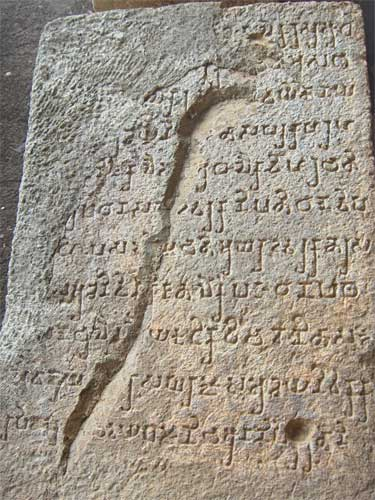
نص غوبتا على الحجرية، أحد أوائل أحفاد براهمي
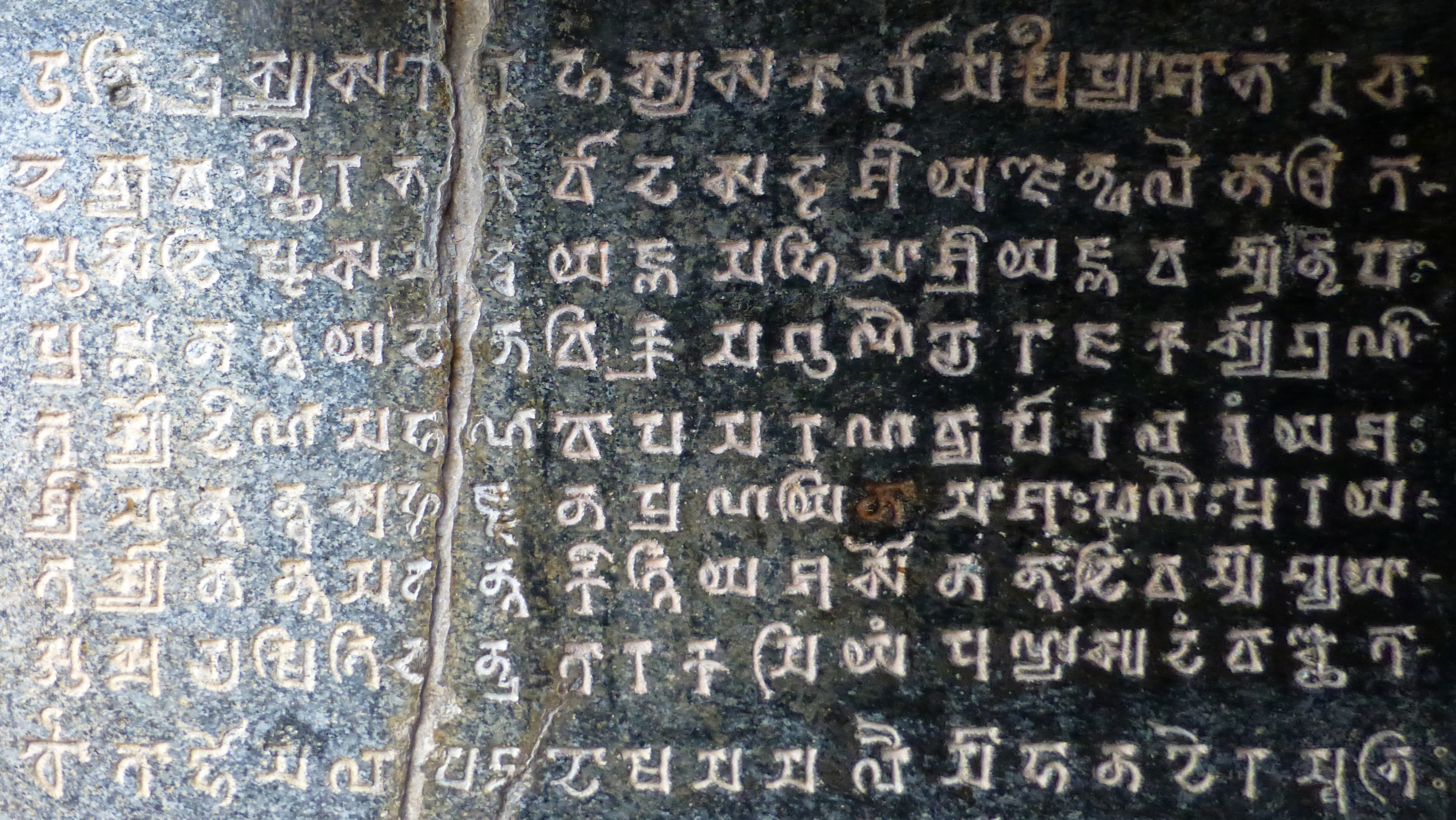
نقش غوبيكا في كهف أنانتافارمان، باللغة السنسكريتية وباستخدام نص غوبتا. ، بيهار، أو القرن السادس الميلادي.
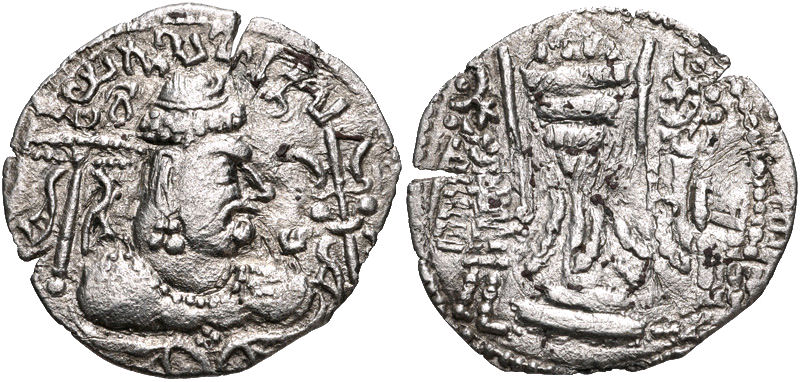
عملة حاكم ألتشون هون ميهراكولا. Obv: تمثال نصفي للملك، مع أسطورة بخط غوبتا ^{}^{}، (Ja) yatu Mihirakula ("ليكن نصر لميهيراكولا").
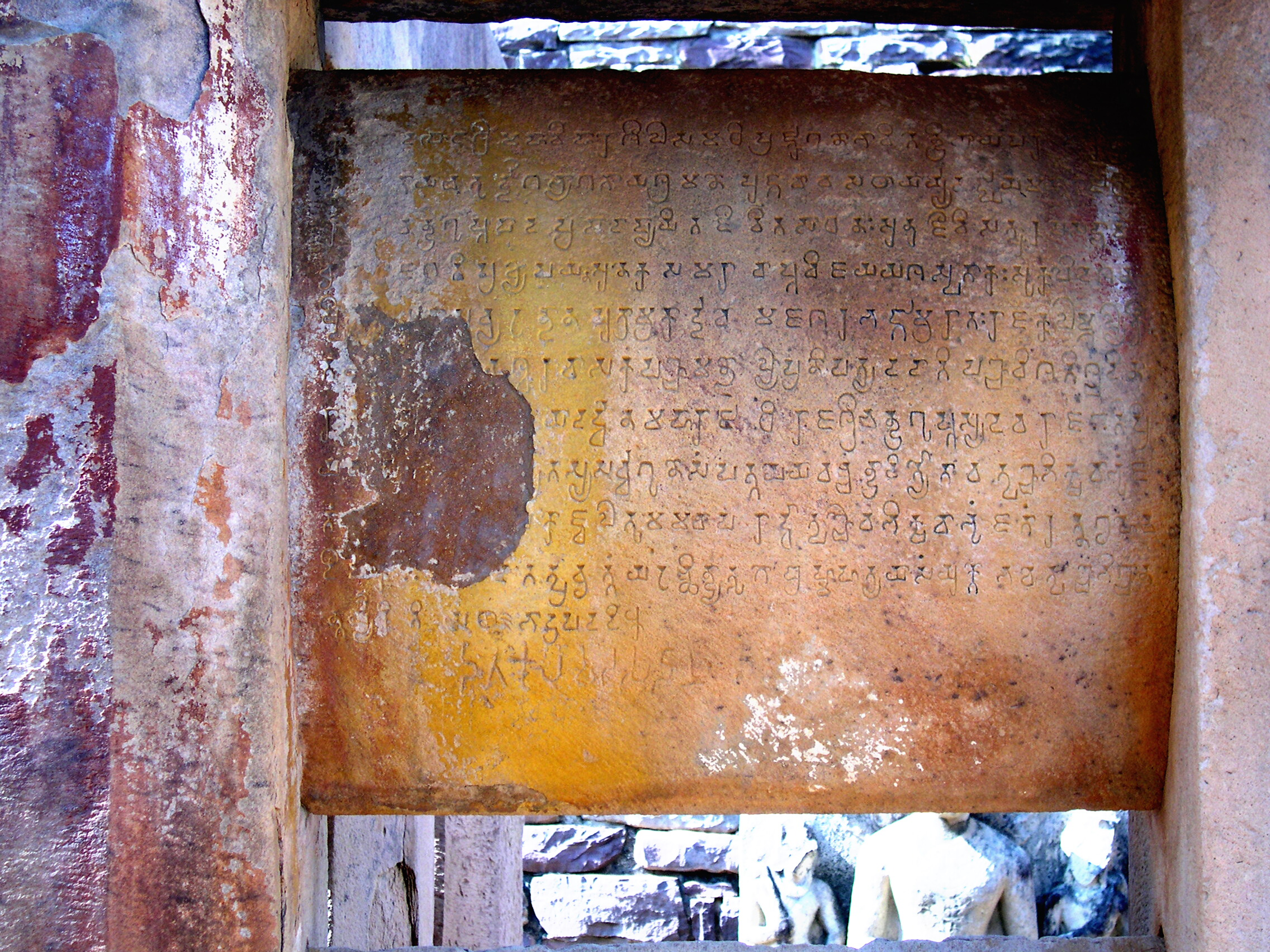
.

| Letter | IAST and Sanskrit IPA | Mātrā | IAST and Sanskrit IPA | Letter | IAST and Sanskrit IPA | Mātrā | IAST and Sanskrit IPA |
| ------ | --------------------- | ----- | --------------------- | ------ | --------------------- | ----- | --------------------- |
| 𑀅      | a ‎/ə/‏                 | 𑀓     | ka ‎/kə/‏               | 𑀆      | ā ‎/aː/‏                | 𑀓𑀸     | kā ‎/kaː/‏              |
| 𑀇      | i ‎/i/‏                 | 𑀓𑀺     | ki ‎/ki/‏               | 𑀈      | ī ‎/iː/‏                | 𑀓𑀻     | kī ‎/kiː/‏              |
| 𑀉      | u ‎/u/‏                 | 𑀓𑀼     | ku ‎/ku/‏               | 𑀊      | ū ‎/uː/‏                | 𑀓𑀽     | kū ‎/kuː/‏              |
| 𑀏      | e ‎/eː/‏                | 𑀓𑁂     | ke ‎/keː/‏              | 𑀑      | o ‎/oː/‏                | 𑀓𑁄     | ko ‎/koː/‏              |
| 𑀐      | ai ‎/əi/‏               | 𑀓𑁃     | kai ‎/kəi/‏             | 𑀒      | au ‎/əu/‏               | 𑀓𑁅     | kau ‎/kəu/‏             |

## جوبتا براهمي
|             | Stop      | Stop      | Stop      | Stop      | Stop   | Stop   | Stop   | Stop     | صامت أنفي | صامت أنفي | شبه صامت | شبه صامت  | صامت احتكاكي | صامت احتكاكي | صامت احتكاكي | صامت احتكاكي |
| ----------- | --------- | --------- | --------- | --------- | ------ | ------ | ------ | -------- | --------- | --------- | -------- | --------- | ------------ | ------------ | ------------ | ------------ |
| جهر →       | Voiceless | Voiceless | Voiceless | Voiceless | Voiced | Voiced | Voiced | Voiced   | Voiced    | Voiced    | Voiced   | Voiced    | Voiceless    | Voiceless    | Voiced       | Voiced       |
| زفر →       | No        | No        | Yes       | Yes       | No     | No     | Yes    | Yes      | No        | No        | No       | No        | Yes          | Yes          | Yes          | Yes          |
| طبقي        | 𑀓         | ka ‎/k/‏    | 𑀔         | kha ‎/kʰ/‏  | 𑀕      | ga ‎/ɡ/‏ | 𑀖      | gha ‎/ɡʱ/‏ | 𑀗         | ṅa ‎/ŋ/‏    |          |           |              |              | 𑀳            | ha ‎/ɦ/‏       |
| غاري        | 𑀘         | ca ‎/c/‏    | 𑀙         | cha ‎/cʰ/‏  | 𑀚      | ja ‎/ɟ/‏ | 𑀛      | jha ‎/ɟʱ/‏ | 𑀜         | ña ‎/ɲ/‏    | 𑀬        | ya ‎/j/‏    | 𑀰            | śa ‎/ɕ/‏       |              |              |
| صوت ارتدادي | 𑀝         | ṭa ‎/ʈ/‏    | 𑀞         | ṭha ‎/ʈʰ/‏  | 𑀟      | ḍa ‎/ɖ/‏ | 𑀠      | ḍha ‎/ɖʱ/‏ | 𑀡         | ṇa ‎/ɳ/‏    | 𑀭        | ra ‎/r/‏    | 𑀱            | ṣa ‎/ʂ/‏       |              |              |
| أسناني      | 𑀢         | ta ‎/t̪/‏    | 𑀣         | tha ‎/t̪ʰ/‏  | 𑀤      | da ‎/d̪/‏ | 𑀥      | dha ‎/d̪ʱ/‏ | 𑀦         | na ‎/n/‏    | 𑀮        | la ‎/l/‏    | 𑀲            | sa ‎/s/‏       |              |              |
| حرف شفوي    | 𑀧         | pa ‎/p/‏    | 𑀨         | pha ‎/pʰ/‏  | 𑀩      | ba ‎/b/‏ | 𑀪      | bha ‎/bʱ/‏ | 𑀫         | ma ‎/m/‏    | 𑀯        | va ‎/w, ʋ/‏ |              |              |              |              |

### أمثلة
|             | Stop      | Stop      | Stop      | Stop      | Stop   | Stop   | Stop   | Stop     | صامت أنفي | صامت أنفي | شبه صامت | شبه صامت  | صامت احتكاكي | صامت احتكاكي | صامت احتكاكي | صامت احتكاكي |
| ----------- | --------- | --------- | --------- | --------- | ------ | ------ | ------ | -------- | --------- | --------- | -------- | --------- | ------------ | ------------ | ------------ | ------------ |
| جهر →       | Voiceless | Voiceless | Voiceless | Voiceless | Voiced | Voiced | Voiced | Voiced   | Voiced    | Voiced    | Voiced   | Voiced    | Voiceless    | Voiceless    | Voiced       | Voiced       |
| زفر →       | No        | No        | Yes       | Yes       | No     | No     | Yes    | Yes      | No        | No        | No       | No        | Yes          | Yes          | Yes          | Yes          |
| طبقي        |           | ka ‎/k/‏    |           | kha ‎/kʰ/‏  |        | ga ‎/g/‏ |        | gha ‎/ɡʱ/‏ |           | ṅa ‎/ŋ/‏    |          |           |              |              |              | ha ‎/ɦ/‏       |
| غاري        |           | ca ‎/c/‏    |           | cha ‎/cʰ/‏  |        | ja ‎/ɟ/‏ |        | jha ‎/ɟʱ/‏ |           | ña ‎/ɲ/‏    |          | ya ‎/j/‏    |              | śa ‎/ɕ/‏       |              |              |
| صوت ارتدادي |           | ṭa ‎/ʈ/‏    |           | ṭha ‎/ʈʰ/‏  |        | ḍa ‎/ɖ/‏ |        | ḍha ‎/ɖʱ/‏ |           | ṇa ‎/ɳ/‏    |          | ra ‎/r/‏    |              | ṣa ‎/ʂ/‏       |              |              |
| أسناني      |           | ta ‎/t̪/‏    |           | tha ‎/t̪ʰ/‏  |        | da ‎/d̪/‏ |        | dha ‎/d̪ʱ/‏ |           | na ‎/n/‏    |          | la ‎/l/‏    |              | sa ‎/s/‏       |              |              |
| حرف شفوي    |           | pa ‎/p/‏    |           | pha ‎/pʰ/‏  |        | ba ‎/b/‏ |        | bha ‎/bʱ/‏ |           | ma ‎/m/‏    |          | va ‎/w, ʋ/‏ |              |              |              |              |

- نص غوبتا على كهوف كانهيري  [لغات أخرى]‏ الحجرية، أحد أوائل أحفاد براهمي
- نقش غوبيكا في كهف أنانتافارمان، باللغة السنسكريتية وباستخدام نص غوبتا. كهوف بارابار  [لغات أخرى]‏، بيهار، أو القرن السادس الميلادي.
- عملة حاكم ألتشون هون ميهراكولا. Obv: تمثال نصفي للملك، مع أسطورة بخط غوبتا ( )، (Ja) yatu Mihirakula ("ليكن نصر لميهيراكولا").
- نقش سانشي من Chandragupta الثاني  [لغات أخرى]‏.

| Letter | IAST and Sanskrit IPA | Letter | IAST and Sanskrit IPA |
| ------ | --------------------- | ------ | --------------------- |
|        | a ‎/ə/‏                 |        | ā ‎/aː/‏                |
|        | i ‎/i/‏                 |        | ī ‎/iː/‏                |
|        | u ‎/u/‏                 |        | ū ‎/uː/‏                |
|        | e ‎/eː/‏                |        | o ‎/oː/‏                |
|        | ai ‎/əi/‏               |        | au ‎/əu/‏               |
| 𑀋      | ṛ ‎/r̩/‏                 | 𑀌      | ṝ ‎/r̩ː/‏                |
| 𑀍      | l̩ ‎/l̩/‏                 | 𑀎      | ḹ ‎/l̩ː/‏                |

## لاحقًا

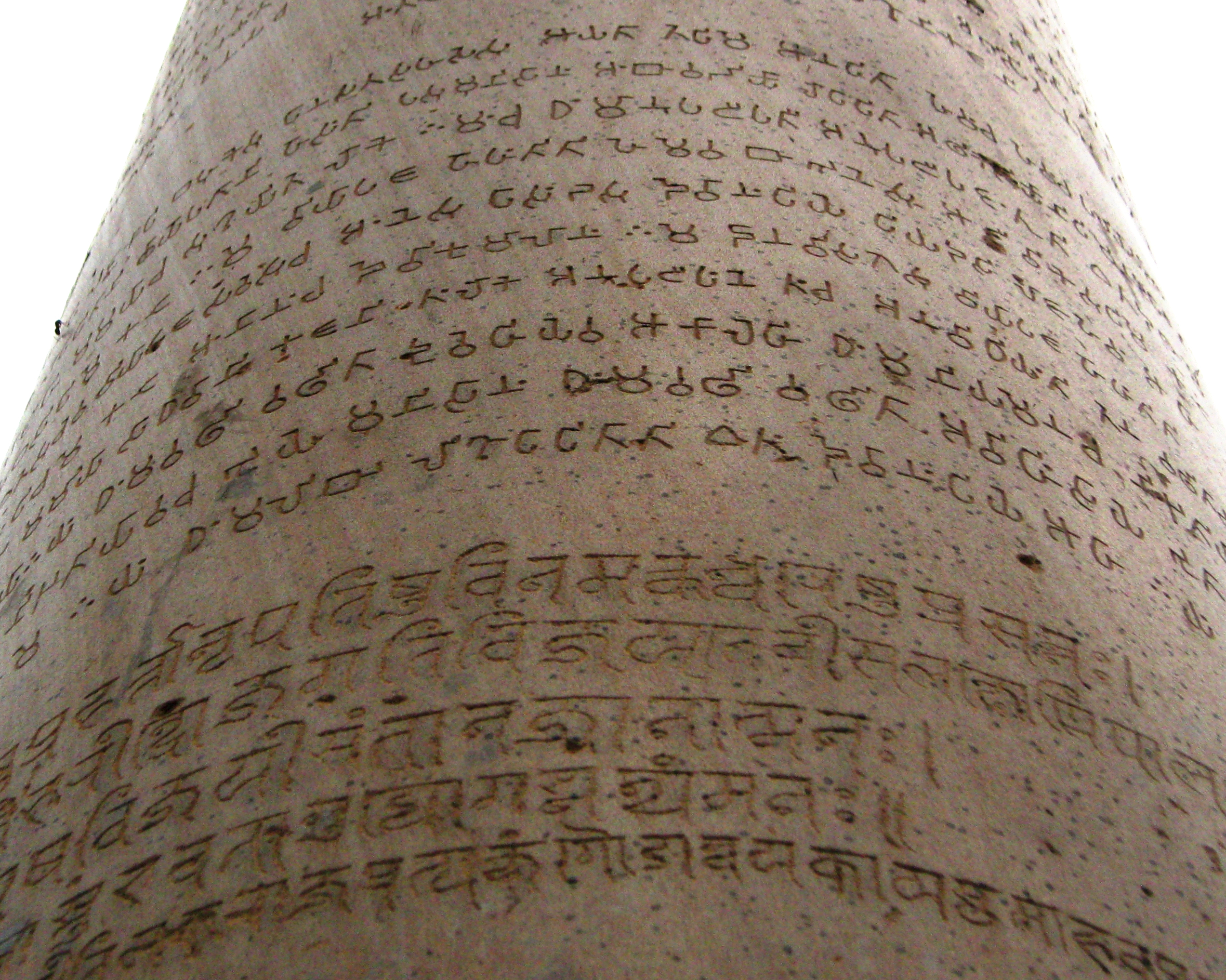
1800 سنة تفصل بين هذين النقشين: نص براهمي من القرن الثالث قبل الميلاد (مرسوم أشوكا)، ومشتقاته، مخطوطة ديفاناغارية من القرن السادس عشر (1524 م)، على عمود دلهي - توبرا.

|             | Stop      | Stop      | Stop      | Stop      | Stop   | Stop   | Stop   | Stop     | صامت أنفي | صامت أنفي | شبه صامت | شبه صامت  | صامت احتكاكي | صامت احتكاكي | صامت احتكاكي | صامت احتكاكي |
| ----------- | --------- | --------- | --------- | --------- | ------ | ------ | ------ | -------- | --------- | --------- | -------- | --------- | ------------ | ------------ | ------------ | ------------ |
| جهر →       | Voiceless | Voiceless | Voiceless | Voiceless | Voiced | Voiced | Voiced | Voiced   | Voiced    | Voiced    | Voiced   | Voiced    | Voiceless    | Voiceless    | Voiced       | Voiced       |
| زفر →       | No        | No        | Yes       | Yes       | No     | No     | Yes    | Yes      | No        | No        | No       | No        | Yes          | Yes          | Yes          | Yes          |
| طبقي        |           | ka ‎/k/‏    |           | kha ‎/kʰ/‏  |        | ga ‎/g/‏ |        | gha ‎/ɡʱ/‏ |           | ṅa ‎/ŋ/‏    |          |           |              |              |              | ha ‎/ɦ/‏       |
| غاري        |           | ca ‎/c/‏    |           | cha ‎/cʰ/‏  |        | ja ‎/ɟ/‏ |        | jha ‎/ɟʱ/‏ |           | ña ‎/ɲ/‏    |          | ya ‎/j/‏    |              | śa ‎/ɕ/‏       |              |              |
| صوت ارتدادي |           | ṭa ‎/ʈ/‏    |           | ṭha ‎/ʈʰ/‏  |        | ḍa ‎/ɖ/‏ |        | ḍha ‎/ɖʱ/‏ |           | ṇa ‎/ɳ/‏    |          | ra ‎/r/‏    |              | ṣa ‎/ʂ/‏       |              |              |
| أسناني      |           | ta ‎/t̪/‏    |           | tha ‎/t̪ʰ/‏  |        | da ‎/d̪/‏ |        | dha ‎/d̪ʱ/‏ |           | na ‎/n/‏    |          | la ‎/l/‏    |              | sa ‎/s/‏       |              |              |
| حرف شفوي    |           | pa ‎/p/‏    |           | pha ‎/pʰ/‏  |        | ba ‎/b/‏ |        | bha ‎/bʱ/‏ |           | ma ‎/m/‏    |          | va ‎/w, ʋ/‏ |              |              |              |              |

على مدار ألف عام، تطور براهمي إلى العديد من النصوص الإقليمية. بمرور الوقت، أصبحت هذه النصوص الإقليمية مرتبطة باللغات المحلية. أدى كتاب براهمي الشمالي إلى ظهور نص جوبتا خلال إمبراطورية جوبتا، والذي يُطلق عليه أحيانًا اسم «براهمي المتأخر» (المستخدم خلال القرن الخامس)، والذي تنوع بدوره إلى عدد من اللفافات خلال العصور الوسطى، بما في ذلك نص سيدها (القرن السادس) ) وخط الطرداء (القرن التاسع). أدى جنوب براهمي إلى ظهور أبجدية جرانثا (القرن السادس)، وأبجدية فاتيلوتو (القرن الثامن)، وبسبب اتصال الهندوسية بجنوب شرق آسيا خلال القرون المبكرة للميلاد، أدى أيضًا إلى ظهور بايباين في الفلبين، والنص الجاوي في إندونيسيا، الأبجدية الخميرية في كمبوديا، وخط مون القديم في بورما. يوجد أيضًا في عائلة البرامج النصية البراهمية العديد من نصوص آسيا الوسطى مثل التبتية والتوكارية (وتسمى أيضًا براهمي المائل)، وتلك المستخدمة لكتابة لغة ساكا. كما تطورت الكتابة البراهمية في السيناريو ناجاري التي بدورها تطورت الديفنغارية ونانديناغاري. تم استخدام كلاهما لكتابة اللغة السنسكريتية، حتى تم دمج الثانية في الأولى. تم اعتماد النص الناتج على نطاق واسع في جميع أنحاء الهند لكتابة السنسكريتية والماراثية والهندية ولهجاتها والكونكانية. تم اعتماد ترتيب البراهمي باعتباره الترتيب الحديث لقانا اليابانية، على الرغم من أن الحروف نفسها غير مرتبطة.
|           | k- | kh- | g- | gh- | ṅ- | c- | ch- | j- | jh- | ñ- | ṭ- | ṭh- | ḍ- | ḍh- | ṇ- | t- | th- | d- | dh- | n- | p- | ph- | b- | bh- | m- | y- | r- | l- | v- | ś- | ṣ- | s- | h- |
| خط براهمي | 𑀓  | 𑀔   | 𑀕  | 𑀖   | 𑀗  | 𑀘  | 𑀙   | 𑀚  | 𑀛   | 𑀜  | 𑀝  | 𑀞   | 𑀟  | 𑀠   | 𑀡  | 𑀢  | 𑀣   | 𑀤  | 𑀥   | 𑀦  | 𑀧  | 𑀨   | 𑀩  | 𑀪   | 𑀫  | 𑀬  | 𑀭  | 𑀮  | 𑀯  | 𑀰  | 𑀱  | 𑀲  | 𑀳  |
| Gupta     |    |     |    |     |    |    |     |    |     |    |    |     |    |     |    |    |     |    |     |    |    |     |    |     |    |    |    |    |    |    |    |    |    |
| ديوناكري  | क  | ख   | ग  | घ   | ङ  | च  | छ   | ज  | झ   | ञ  | ट  | ठ   | ड  | ढ   | ण  | त  | थ   | द  | ध   | न  | प  | फ   | ब  | भ   | म  | य  | र  | ल  | व  | श  | ष  | स  | ह  |

### العلاقات العرضية الممكنة
وضع بعض المؤلفين نظرية مفادها أن بعض الأحرف الأساسية في الهانغول ربما تكون قد تأثرت بخط فاجس-فا للإمبراطورية المنغولية، وهو في حد ذاته مشتق من الأبجدية التبتية، وهو نص برهمي. ومع ذلك، يحذر أحد المؤلفين، غاري ليديارد، الذي يعتمد الكثير من هذا الارتباط النظري على عمله، من إعطاء "فاجس با الكثير من الفضل في تطوير الهانغول:
لقد كرست الكثير من المساحة والمناقشة لدور الأبجدية المنغولية فاجس-فا في أصل الأبجدية الكورية، لكن يجب أن يكون واضحًا لأي قارئ أن هذا الدور في الصورة الكاملة كان محدودًا للغاية. [... ] أصل الأبجدية الكورية، في الواقع، ليس بالأمر البسيط على الإطلاق. أولئك الذين يقولون أنها «مقرها» في فاجس با هم على حق جزئيًا ؛ أولئك الذين يقولون إنها «قائمة» على رسومات مجردة للأعضاء المفصلية هم على حق جزئيًا. [... ] لا شيء يزعجني أكثر، بعد نشر هذه الدراسة، أكثر من الاكتشاف في عمل عن تاريخ كتابة عبارة مثل ما يلي: «وفقًا للتحقيقات الأخيرة، الأبجدية الكورية مشتقة من النص المنغولي فاجس-فا» [... ] لم يساهم فاجس-فا بأي من الأشياء التي تجعل هذا السيناريو ربما يكون الأكثر تميزًا في العالم.